# Thailands demonstrationer i 2020
Thailands demonstrationer i 2020 begyndte i juli måned med studenterdemonstrationer, der forlanger et mere demokratisk styre end det militærdominerede parlament indført ved valget i 2019, som overgang til civilt styre og afløsning militærdiktaturet siden statskuppet i 2014. Desuden rejstes der kritik af kong Vajiralongkorn, som hovedsageligt opholder sig Tyskland, med krav om, at kongen skal have mindre politisk indflydelse. At stille krav til kongehuset er uden tidligere sidestykke og med risiko for op til 15 års fængsel, i henhold til nationens strenge lèse-majesté-lov (majestætsfornærmelse). Protesterne eskalerede hen over sommeren og kulminerede ved en massedemonstration i Bangkok den 19. og 20. september, hvor thailændere synkront demonstrerede i 19 byer over hele verden, blandt også andet i København. Protesterne eskalerede yderligere i oktober, hvor regeringen erklærede nødret og den 16. oktober indsatte vandkanoner, for at sprede demonstranterne. Protesterne fortsatte den følgende måned med flere konfrontationer med politiet, der blandt andet blev kritiseret for voldsomt brug af vandkanoner og tåregaskemikalier. Protesterne blev mindre og ebbede ud i løbet af november, og i begyndelsen af december satte protestlederne demonstrationer i bero indtil 2021.

## Studenterprotester i juli 2020
I juli begyndte studerende at demonstrerede for et mere demokratisk styre og mod kongen, startende med online SoMe-protester under hashtaget "#มีกษัตริย์ไว้ทําไม #whydoweneedaking?" (dansk: hvorfor har vi brug for en konge), som blev delt mere end en million gange i protest mod, at kong Vajiralongkorn tilbragte mere tid i udlandet, end i Thailand.
Beslutningen tidligere på året om, at opløse det dynamiske ny politiske parti, Future Forward, der havde tiltrukket sig støtte fra mange yngre vælgere, gav dem fornemmelsen af, at det militærdominerede politiske system nægtede dem en stemme. Dette blev forstærket af bortførelsen af, og formodet mord på, en thailandske aktivist i Cambodja, Wanchalearm Satsaksit, samt sagen med at droppe alle anklager mod Red Bull-arvingen, Vorayuth "Boss" Yoovidhya, i forbindelse med et trafikuheld i 2012, hvor en politimand blev dræbt i forbindelse med for høj fart og kørsel i påvirket tilstand fra spiritus eller kokain. Yoovidhya-familien er en af Thailands rigeste familier.

## Arnon Nampa
En af de markante skikkelser i protesterne var den 36 årige menneskerettighedsadvokat Arnon Nampa (staves også Anon Nampa), der talte ved mange af demonstrationerne. »Vi har alvorligt brug for at diskutere monarkiets rolle i den thailandske politik,« var hans budskab, vel vidende at han kunne blive anklaget for lèse-majesté (majestætsfornærmelse) med op til 15 års fængsel.
Under kong Vajiralongkorns far, kong Bhumibols 70 år lange regeringsperiode, var udfordringer af kongehuset utroligt sjældne. I juli 2020 begyndte imidlertid åbenlyse demonstrationer med deltagelse af unge studenter rettet mod monarken. Demonstrationerne blev iklædt et Harry Potter, Lord Voldemort-tema med slagordet "Han-som-ikke-kan-nævnes" (“He-Who-Must-Not-Be-Named”), med reference til kongen. Ved demonstrationen om aftenen den 3. august var Nampa den første, der rejste sig og fra scenen ved Bangkoks Democracy Monument (dansk: Demokratimonumentet) og formulerede det, der nu er blevet bevægelsens mest brændende krav: at bremse kongehusets magt. På 30 minutter trodsede han gennemgribende selvcensur og hjalp med til, at starte den igangværende, offentlige debat om kongen. Officielt er Thailand et konstitutionelt monarki, hvor kongen betragtes som hævet over politik, men gennem årtier med politisk omvæltning, har den kongelige institution haft enorm indflydelse. Ikke alle inden for protestbevægelsen bringer monarkiets rolle i tvivl, da nogle frygter, at kontroversen kan bringe de andre mål i fare, nemlig en revision af det politiske system og nyt valg, under en revideret forfatning (grundlov). Ingen andre demokratiske lande tillader kongen at have så meget magt over militæret,« fortalte han til 200 demonstranter, med politiet stående ved side af, mens han talte. »Dette øger risikoen for, at et monarki i et demokrati kan blive et absolut monarki.«
Protester mod kongen var vokset fra en håndfuld fredelige, online-organiserede flash mobs, mest på universitetscampusser, til snesevis af gade-demonstrationer i hele Thailand. Millioner af thailændere følger online hashtags som #FreeYouth. Den 7. august blev Arnon Nampa blev taget i forvaring og sigtet for flere lovovertrædelser i forbindelse med en tidligere separat protest den 18. juli, herunder "at rejse uro og utilbørlighed blandt folket", som har en maksimumsstraf på syv år. Nampa benægtede alle anklager og blev løsladt mod kaution dagen efter.
Den 16. august, to uger efter Nampa trodsede tabuet, deltog flere end 10.000 i et møde – det største siden en militærjunta væltede den sidste demokratisk valgte regering i 2014. En anden stor samling blev planlagt til den 19. september. Disse møder var ikke de største protester i Thailands historie – der er fyldt med oprør og myndighedernes nedkæmpelse af disse – men ambitionerne med krav til kongehuset er uden tidligere sidestykke.
I september 2023 blev Arnon Nampa idømt fire års fængsel for at have sagt, at det thailandske kongehus skal reformeres.

## Skoleprotester i august 2020
I begyndelsen af august eskalerede demonstrationerne med et manifest indeholdende et 10-punkts krav til kongehuset, hvilket udfordrede Thailands strenge lèse-majesté-lov, der kan medføre op til 15 års fængsel. Regeringen var dog bekymret for at skride ind mod studenterdemonstrationer, med risiko for en gentagelse af massakren ved studenterurolighederne i oktober 1976.
Avisen Khaosod skrev i sin lederartikel den 16. august, mindre end et døgn efter premierminister Prayuth Chan-o-cha sagde, at man ikke skulle betragte anti-regerings demonstranter som fjender, at landet synes delt i to parallelle thailande på vej mod kollision. Det ene "land" er befolket af to studentergrupper med unge ned til 15-års alder, henholdsvis Thammasat University-studenterne, med et 10-punkt reformkrav om kongehuset – avisen afstod fra at gengive kravene af hensyn til landets lèse-majesté-lov – og "Free Youth", der forlanger regeringen træder tilbage, nyvalg og en ny forfatning. Det andet "land" er befolket af de ældre generationer, der mener at studerende er naive og bliver manipuleret, og brugt af nogle politiske grupper til deres politiske mål. Selv nogle af de voksne, der er sympatiske overfor studenternes krav, er bekymrede over en mulig gentagelse af en voldelig tragisk fortid, som 1976-massakren, efterfulgt af endnu et militærkup. Ved mørkets frembrud var flere end 10.000 studenterdemonstranter forsamlet ved Bangkoks Democracy Monument (Demokratimonument), med krav om regeringens afgang, den største demonstration siden militærkuppet i 2014. Politiet anslog at der var 12.000 demonstranter, mens arrangørerne mente, at 20.000 var mødt frem. Studenternes krav om en reform af forfatningen blev mødt af oppositionen, der under ledelse af Pheu Thai-partiet fremlagde et fælles ændringsforslag af 2017-forfatningen i parlamentet.
De ældre skoleelever begyndte at protestere ved at pigerne brugte hvide hårbånd som "protest mod diktatur", i stedet for de tilladte farver, blå og sort, samt at eleverne viste tre-fingersymbolet fra Hunger Games ved faneceremonien om morgenen. Den 19. august meddelte regeringens PR-afdeling, at OBEC (Office of the Basic Education Commission, dansk: Grundskolekommissionens Kontor) havde beordret undervisningsinstitutioner til, "at give studerende mulighed for frit at udtrykke deres politiske meninger, men at det skal være under de principper, der er fastsat i loven". Yderligere sagde OBEC, at "skolerne bør prioritere ytringsfriheden og elevernes sikkerhed, ved ikke at tillade udenforstående i at deltage i elevernes samling". I begyndelsen af september demonstrerede gymnasieelever under navnet "Bad Students" (dansk: Dårlige elever), en aktivistgruppe fra 50 skoler over hele landet, der krævede, at ministeriet reformerer uddannelse. Undervisningsminister Nataphol Teepsuwan sagde, at ministeriet havde kategoriseret de studerendes krav som blandt andre, frisurer (Thailand har skrappe regler om skolelevers frisure), påklædningsreglement (der er krav om skoleuniformer), forældede indlæringsmetoder, kanaler til at udtrykke meninger (ytringsfrihed), seksuel chikane i skolen (der havde været sager i medierne om overgreb) og seksuel mangfoldighed i skolen (adskillige thailændere føler sig som andet end heteroseksuel), samt forøgelse af sprogkurser i engelsk og tredjesprog. Undervisningsministeren lovede, at ministeriet ville arbejde hårdere for at få landets 150.000 lærere til at forstå skolernes retningslinjer, før de håndhæves overfor studerende. Ministeren tilføjede, at de 15 lærere, der havde begået seksuelle lovovertrædelser, var afskediget.

## Panusaya Sithijirawattankul
Den 21. årige Thammasat universitets-studine Panusaya Sithijirawattankul, kendt under kælenavnet Rung, blev ansigtet på ungdommens protester. Med budskabet om, at hun ikke forsøger at vælte monarkiet, men mener, at det bør reformeres, besluttede hun at tale, »for hvis vi ikke taler om det, vil ændringer aldrig ske«. Det var Rung der oplæste 10-punkt manifestet rettet mod reform af Thailands politisk magtfulde monarki.
Efter loftet over acceptabel kritik af kongehuset blev sprængt, fik sproget en særligt ladet politisk magt. Man kunne nu tale offentligt til kongen, uden at gemme sig bag de typiske omskrivninger og vage udtryk. Mest interessant i denne forbindelse, var det direkte sprogbrug, som Panusaya Sithijirawattanakul brugte i sin tale med 10-punkt manifestet. I et markant ceremonielt sprogbrug – høfligt og sarkastisk i lige mål – advarede hun kongen om de konsekvenser, det ville medføre, hvis han nægtede at overveje kravene. Efter at have åbnet med Hans Majestæts fulde navn, som det tog hende næsten tyve sekunder at fremsige, undlod hun den vanlige form for underdanig tale til kongen, symbolsk via det laveste punkt i hans krop – "Under støvet, under sålen på Deres Majestæts fødder" (tai fa la-ong thulee phra bat) – og henviste i stedet generisk til ham som "phra ong" (ordet "phra" refererer til "munk" eller "gud", og "ong" refererer til Buddha-billede), hvilket var et minimum af respekt for kongelig status.
Selv om enevældet ophørte i 1932, forblev monarkiet højt æret som guddommeligt symbol, der beskytter landet og den buddhistiske religion. En thailandsk konge er ifølge Brahman-doktrinen en avatar af de tre mægtige guder, Brahma, Shiva og Vishnu. Eftersom ordet Ramathibodi forekommer i kong Vajiralongkorns fulde navn, er kongen avatar af Vishnu eller Narayana (det højeste absolutte væsen i hinduismen og betragtet som den højeste guddom i vaishnavisme).
Lige bemærkelsesværdigt var derfor hendes valg om, at henvise til sig selv i den maskuline form "kramom" (som er formen for "jeg", når ligeværdige kongelige taler) snarere end den feminine version, "momchan" (som er "jeg" i almindelige menneskers daglige sprogbrug). Ikke kun undgik hun det sædvanlige førstepersons stedord, "kha phra phutthajao", i stedet valgte hun det mindst udførlige stedord, der var tilgængeligt i den indviklede tiltaleordning mellem almindelige mennesker og rangordenen af kongelige. Roligt brugte hun også det mandlige stedord "kramom", med henvisning til kronen af ens hoved – det højeste punkt på en almindelig krop – hvilket antydede et skift i sprogreference fra hendes ringere status, til hendes tænkende hjerne. Hun afsluttede sin tale med, at insistere på at bruge den almindelige tiltaleform mellem afsender og modtager, og derved gendannede hun faktisk også menneskelighed til kongen, i stedet for et sollignende væsen, man ikke kan se på, undtagen ved at lægge sig selv ned og kigge ind under hans svævende fødder (prostration).

## Thammasat-studenternes 10 krav til reform af monarkiet
"Disse krav er ikke et forslag om at vælte monarkiet. De er god-tro-forslag, der stilles til, at monarkiet fortsat kan blive værdsat af folket inden for et demokrati."
1. Tilbagekald paragraf 6 i 2017-forfatningen, der forbyder enhver anklage mod kongen. Og tilføj en artikel for at give parlamentet mulighed for at undersøge kongens forseelser, som det var specificeret i forfatningsforslaget, der blev offentliggjort af People’s Party (dansk: Folkepartiet).
2. Tilbagekald paragraf 112 i straffeloven, for at tillade folket at udøve ytringsfrihed om monarkiet, og giv amnesti til alle de, som er blevet retsforfulgt, for at kritisere monarkiet.
3. Tilbagekald Crown Property Act (Kongehuset ejendoms aftale) af 2018, og lav en klar opdeling mellem kongens formue under finansministeriets kontrol, og kongens personlige formue.
4. Reducer størrelsen af det nationale budget, der tildeles kongen, så det vil være på linje med landets økonomiske forhold.
5. Afskaffelse af kongelige kontorer. Enheder med en klarlagt funktion, såsom Royal Security Command (dansk: Kongelige Sikkerheds Kommando), bør overføres og placeres under andre instanser. Unødvendige enheder, såsom Statsrådet, bør opløses.
6. Ophør med at lade kongehuset modtage donationer fra kongelige velgørenhedsfonde, så alle monarkiets aktiver kan være åbne for revision.
7. Ophør udøvelsen af det kongelige prærogativ over udtryk for politiske holdninger i offentligheden.
8. Ophør al public relation og undervisning, der overdrevent og ensidigt forherliger monarkiet.
9. Undersøg fakta om mordene på dem, der kritiserede monarkiet, eller havde en eller anden form for relation til monarkiet.
10. Kongen må ikke tilslutte sig yderligere statskup.

## Gymnasieelevernes reformkrav
Mens de universitetsstuderende arrangererede højt profilerede campus-protester for demokrati, havde gymnasieeleverne deres eget oprør med at ruske op i landets stive uddannelsessystem, under fællesbetegnelsen Bad Students. Navnet kommer fra en bog med titlen "En dårlig studerende i et fremragende uddannelsessystem", skrevet af den universitetsstuderende aktivist, Netiwit Chotiphatphaisal, om hans oplevelser i gymnasiet. Pigernes hvide hårbånd var blevet symbolet på regelmodstand, sammen med det virale ordsprog, "vores første diktatur er skolen".
Traditionalisme løber gennem Thailands uddannelsessystem, hvor den kongelige hymne spilles ved morgensamling og flagceremoni, uniformskrav og regler for udvisning er strenge, og studerende forventes at være ukritiske i forhold til autoritet. Kritikere siger, at skolesystemet er målrettet mod opdragelse mere end uddannelse. Globale scoringer udarbejdet af OECD for 2018 viste, at thailandske skoleelevers færdigheder i læsning, matematik og naturvidenskab lå langt bunder den bedste, Singapore, og også bagefter nabolandet Malaysia. Uddannelsesminister Nataphol Teepsuwan bøjede sig tidligere på året for krav fra studerende om at lempe de regler, der foreskriver specifik hårlængde og stilarter for både mandlige og kvindelige studerende. Men ministeren sagde, at der var behov for mere diskussion om opfordringer til at afskaffe uniformer og andre større ændringer.

## Blokering af online protestester
Flere end en million thailændere fulgte på Facebook en kongehuskritisk diskussionsgruppe, "Royalist Marketplace" (dansk: Kongelig Markedsplads), startet i april af en akademiker og kritiker af monarkiet, Pavin Chachavalpongpun, som bor i selvvalgt eksil i Japan. Den 24. august fik gruppen en såkaldt geoblocking, hvilket vil sige at et geografisk område, i dette tilfælde Thailand, ikke kan få adgang til indholdet. Facebook bekræftede overfor BBC, at de var "tvunget til at begrænse adgangen til indhold, som den thailandske regering betragtede som ulovligt". Facebook sagde dagen efter, at de planlagde at prøve lovligheden af den thailandske regerings krav ad rettens vej.
Premierminister Prayuth Chan-o-cha udtalte, at »Facebook skal respektere den thailandske lov«. Vicepremierminister og udenrigsminister Don Pramudwinai sagde: »Frihed i henhold til international lovgivning er en anden sag. Om det kan gælde for hvad der sker i Thailand afhænger af kvaliteten af de pågældende websteder, om de præsenterer noget, der er gavnligt for thailandske mennesker og samfundet, eller ej.« En af Pavin Chachavalpongpun nyoprettet gruppe med samme navn på Facebook fik 700.000 medlemmer på to dage. Facebook reagerede med at blokere alt indholdet, hvorfor Chachavalpongpun ikke var sikker på, om Facebook ville følge op med retssager om ytringsfrihed. Også nogle af journalist og redaktør, Andrew MacGregor Marshalls kongehus kritiske opslag blev samtidigt blokeret i Thailand.

## Risiko for nyt militærkup
Frem mod midten af september fremkom der rygter et forestående statskup. Begrundelsen skulle være, at hæren frygtede, at de politiserede unge kom ud af kontrol, og at deres kongehuskritiske ideologi, spredte sig for hurtigt både online og på gaden. De ansås som en trussel mod monarkiet og premierminister Chan-o-cha havde siden valget i marts 2019, ikke længere absolut magt, og han var tillige ved at blive upopulær. Hærchefen, general Apirat Kongsompong, skulle gå på pension ved udgangen af september måned, så hvis han ønskede, at blive en ny junta-leder, var det bedst at gøre det inden inden den 30. september, mens han stadig havde kommando over hæren. Statistisk havde der siden statskuppet med enevældets fald i 1932, været gennemført vellykkede kup gennemsnitligt hvert syvende år, sidste gang i 2014, så tiden var moden, selv om mange ting også pegede på, at et statskup ikke var forestående.
Ifølge en meningsmåling foretaget fra den 9. til den 11. september mente 58 procent, at et statskup ikke var nødvendigt, men direkte adspurgt om et statskup var muligt, svarede 46,67 procent "ja", og 40,61 procent "nej", mens 12,72 procent var usikre. Myndighederne bad universitetsledere om at stoppe de studerendes demonstrationer planlagt til den 19. september og advarede om, at krav om reform af monarkiet kunne føre til vold.
I mellemtiden udpegede kong Vajiralongkorn general Apirat Kongsompong til en nøgleposition fra 30. september i Royal Household Bureau (dansk: Kronens Ejendoms Bureau), der sammenslået med Royal Security Office (dansk: Kronens Sikkerhedskontor) overvåger kongehusets daglige drift, og samtidig er den formelle kommunikationskanal mellem kongen og offentligheden. Kongen har i henhold til forfatningen autoritet til, at udpege, eller fjerne, paladsembedsmænd efter behag.
Den 29. september overdrog general Apirat Kongsompong ledelsen af hæren til general Narongphan Jitkaewtae, officiel hærchef fra 1. oktober. Narongphan Jitkaewtae insisterede på, at "hæren vil holde sig væk fra politik" og han gentog sit løfte om, at beskytte monarkiet. Direkte adspurgt af journalister om, at han kunne garantere, at der ikke vil blive noget militærkup i hans tre-årige periode som hærchef, svarede han: »Militæret vil ikke blive involveret i politik. Jeg vil kun besvare spørgsmål om hærens anliggender.« General Jitkaewtae bad de demonstranter, der opfordrer til reform af monarkiet – med henvisning til de planlagte protest-demonstration den 14. oktober, årsdagen for 1973-studenteroprøret – om først at reformere sig selv, før de fortæller andre mennesker, hvad de skal gøre. På spørgsmål angående den planlagte protest, sagde generalen, at alle har frihed, men ytringsfrihed skal være i overensstemmelse med loven. Det er hærens opgave, at beskytte nationen, religionen, kongen og folket. Generalen tilføjede om nyt militærkup: »Jeg tror ikke, at der er en sådan situation i Thailand, fordi vores land nu er på sit bedste. Det er tydeligt, at landet har masser af frihed, der sammen med rigelige ressourcer, garanterer et lykkeligt liv.«

## Massedemonstrationer i september 2020
En meningsmåling offentliggjort den 18. september viste, at 82,9 procent støttede pro-demokrati demonstranternes krav, mens 17,1 procent var imod. Flere end ni ud af 10 (94,1 procent) mente, at den aktuelle politiske konfrontation ville føre til mere alvorlige konflikter og skader, end set de seneste år. Kun 17 procent støttede nye gadeprotester (som Gultrøje/Rødtrøje konfrontationerne forud for statskuppet i 2014), mens 80 procent var imod.

### 19. og 20. september
Lørdag den 19. december, på 14-årsdagen for statskuppet i 2006, hvor Thaksin Shinawatra blev afsat, samledes omkring 20.000 i Bangkok ved Thammasat University, der traditionelt er arnested for opposition til militæret og kongehuset. Der var udstationeret omkring 8.500 politifolk og man ønskede ikke, at demonstranterne skulle fortsætte fra Thammasat-universitetet til Sanam Luang-pladsen – der bedst kan oversættes til "Den Kongelige Mark" – foran Grand Palace, da dette ikke var anmeldt 24-timer i forvejen. Alligevel begyndte demonstranterne at vandre ind på pladsen ved tre-tiden og opstille scene og højttaleranlæg. Arrangørerne sagde, at der var 50.000 mennesker ifølge nogle kilder, og 100.000 ifølge andre. Politiet mente, at der var mindst 18.000, stadig flere end ved protestdemonstrationen i august måned. Demonstranterne havde planlagt at overnatte på Sanam Luang og marchere til Government House (premierministerens kontor) søndag morgen. Ud over protesterne i Bangkok, var der koordinerede demonstrationer over hele verden, blandt andet i Taipei, Tokyo, Sydney, Wellington, Vancouver, Los Angeles, Winnipeg, New York, Paris, Hamburg, Berlin, Helsingfors, Stockholm, Oslo og København (på Rådhuspladsen). Også foran kong Vajiralongkorns lejede hotelresidens i Garmisch-Partenkirchen (Tyskland), blev der demonstreret.
Tidligt om morgenen søndag den 20. september udførte demonstranterne en ceremoni med at lægge en plakette på Sanam Luang med teksten "Dette land tilhører folket". Lederne havde oprindeligt planlagt at marchere til Government House, men ændrede senere planen og sagde, at man i stedet ville gå til mødesalene inde på Grand Palace-området, men indgangen var blevet blokeret af politiets barrikader. Pro-demokrati protestledere overrakte i stedet en liste over deres krav til chefen for Metropolitan Police Bureau (dansk: Hovedstadens Politi) og afsluttede demonstrationen med, at opfordrede til at mødes igen foran parlamentet den 24. september (hvilket er Mahidol Dag, hvor kong Vajiralongkorn er i landet). Premierminister Prayuth Chan-ocha takkede demonstranterne for at afholde en fredelig demonstration på Sanam Luang lørdag aften og for deres samarbejde med myndighederne. Vicepremierminister Prawit Wongsuwon takkede tillige politi og sikkerhedsembedsmænd for den fredelige operation, hvor der i alt deltog mellem 30.000 og 50.000 mennesker, da demonstrationen var på sit højeste lørdag aften, uden forekomst af alvorlige hændelser.

### Monarkiet og Sanam Lung-pladsen
Det thailandske monarki har tidligere været udsat for kritik, det var i forbindelse med statskuppet i 1932, hvor det enevældige kongehus blev erstattet med konstitutionelt monarki, for bedre at passe med nationalistiske, om ikke helt demokratiske, tendenser og ambitioner for den tid. Under Den kolde krig blev kongedømmet genopfundet, genoplivet og styrket med amerikansk støtte, som en kulturel hæk mod kommunisme. Der har siden 1960'erne været et symbiotisk (af græsk: samliv) forhold mellem militæret og kongehuset, baseret på gensidig fordel og respekt, hvor militæret får protektion og stolthed over, at være monarkiets beskytter, og den straffrihed der følger med, mens kongehuset er sikret tilhængere med våben, parat til at handle om nødvendigt. Et eksempel på dette var general Prem Tinsulanonda, en tidligere hærchef, der først bekæmpede kommunister i de nordlige provinser og siden fungerede som premierminister, og fortsatte med at lede kongens statsråd – og tillige fungerende regent af Thailand en kort periode efter kong Bhumipols død i 2016 – han forblev dybt indflydelsesrig lige til død, 98 år gammel i maj 2019.
Udenlandske kritikere mener, at kong Vajiralongkorn (Rama X) er ved at genindføre enevælde. Han er længe, tilbage fra sin tid som kronprins, blevet betragtet som "skræmmende uberegnelig". Han lever i Tyskland og flyver tilbage til Thailand i sin egen Boeing 737, eller kommanderer et fly fra det statsejede Thai Airways International til at flyve sig. Han har strammet kontrollen over regeringsfunktioner, for at gøre sig til en ubestridt leder.
Sanam Luang-pladsen har sin symbolske styrke fra kvarteret, beliggende omgivet af universiteter, templer og det gamle kongelige palads, Grand Palace, samt centrale regeringsbygninger. Pladsen husede engang et travlt weekendmarked og har længe været populært blandt offentligheden, som et sted at spadsere eller slappe af, eller flyve med drager. Sanam Luang er for Bangkok, hvad Den Himmelske Freds Plads er for Beijing, et halvhelligt sted, der indeholder historie, og er et passende sted for demonstrationer. Både i Bangkok og Beijing har offentlig adgang til et sådant betydningsfuldt sted været begrænset i de senere år, begge steder er indhegnet, "men stadig bevarende en totemisk magt og forblevet geospatial magnet for dem, der ønsker en national scene, både regering og opposition".

### Den forsvunde revolutionsplakette
Ceremonien om morgenen den 20. september med at lægge en demokrati-plakette, var af stor symbolsk betydning, med henvisning til sagen om den forsvundne revolutionsplakette, der oprindeligt var en lille 30 cm. rund messingplakette indstøbt i vejebelægningen i 1936 ved siden af Rama V's rytterstatue på pladsen foran Dusit-paladset. Plaketten var til minde om statskuppet den 24. juni 1932, der også kaldes "1932-revolutionen", hvor en gruppe af progressive militærofficerer og bureaukrater, der kaldte sig "Folkets Parti", stillede sig med front mod den kongelige tronsal og proklamerede, at enevældet var forbi. Kong Rama VII indvilgede senere samme dag i at opgive enevælden, hvorved Siam (tidlige navn for Thailand) blev til konstitutionelt monarki.
Plaketten forsvandt pludseligt den 12. april 2017, hvilket dog først blev observeret to dage senere. Den var udskiftet med en tilsvarende størrelse messingplakette, med en inskription af en del af et ordsprog fra Chakri-dynastiets motto, der forherliger tro på buddhismen, monarken og ens egen familie. Ingen har taget skyld for ombytningen, og aktivist-klager blev afvist med begrundelse om, at "mindesmærket ingen ejer havde". Ultra-royalister (Gultrøjer) havde tidligere, i november 2016, truet med ville fjerne 1932-revolutionens mindeplade.

### Revolutionsplakette 2.0
En af protestlederne, menneskerettighedsadvokat Arnon Nampa, lovede sent lørdag aften, at en plakette til at indvarsle æraen med et ”Nyt Folkets Parti”, ville blive afsløret søndag morgen. Præcis klokken 6:39, der skulle være et "lykkebringende tidspunkt", mindedes man gruppen fra 1932 og støbte den ny plakette, kaldt "1932 Revolution Plaque 2.0" (dansk: 1932-revolutions plakette 2.0), ned i Sanam Luang-pladsens betonbelægning. Plaketten indeholdt teksten: "Ved daggry den 20. september er det her, hvor folket forkynder, at dette land tilhører folket og er ikke er monarkens ejendom, som har bedraget os.". Teksten er inspireret fra den oprindelige revolutionsplakette, som sagde "...dette land tilhører folket og tilhører ikke er monarken...". På den ny plakette er teksten "ikke er ejendom" (mai chai sombut khorng), mens den oprindelige tekst var "ikke tilhører" (mai chai khorng).
Efter demonstranterne forlod Sanam Luang-pladsen søndag, blev den om aftenen klokken 22 lukket med "ingen-adgang"-skilte. Området benyttes til kongelige ceremonier og årlige sports begivenheder, men er åbent for offentligheden til fritidsaktiviteter og motion fra klokken 5 morgen til 22 aften. Alle aktiviteter skal overholde reglerne fastsat af Rådhuset i 2012. Et nyligt opsat skilt forkynder, at "Sanam Luang er registreret som et historisk sted siden 1977".
Tidligt mandag morgen, den 21. september bemærkede en nyhedsjournalist, at plaketten var fjernet. Arbejdere på stedet kendte ikke noget til det, de var lige mødt. Senere mandag indgav en repræsentant for regeringens Fine Arts Department (dansk: Kunstdepartementet) en anmeldelse til politiet om, at "demonstranter havde ødelagt et arkæologisk sted". Gruppen der monterede plaketten, som siden er blevet fjernet, brød de love, der beskytter historiske steder. Kendes de skyldig, kan gerningsmændene risikere fængsel i op til tre år og en bøde på indtil 300.000 baht (cirka 60.000 DKK).
Den 25. september demonstrerede den thailandske aktivistgruppe "Act4Dem" foran kong Vajiralongkorns tyske villa i Bavaria (kongen opholder sig for øjeblikket på Grand Hotel Sonnenbich i Garmisch-Partenkirchen), hvor de symbolsk placerede en "Thailand tilhører folket"-plakette og krævede: »Vi vil have kongen til at opgive tronen, vi vil have kongen til at stoppe med at chikanere det thailandske folk.«

### Politianmeldelser mod arrangørerne
Der blev indgivet politianmeldelser om at støttede en bevægelse, der søgte at vælte monarkiet, og mod arrangørerne, for at fornærme monarkiet. Politiet udtalte, at myndighederne vil rejse alle relevante anklager mod lederne og tilhængerne af weekendens protest, inklusive eventuelle lèse majesté-lovovertrædelse, selvom premierminister Prayut Chan-o-cha tidligere havde sagt, at hans majestæt kongen har rådgivet myndighederne mod at anvende loven, dog vil lèse majesté-overtrædelse være afhængig af bevismaterialet. Hovedstadens politi forberedte anklager mod 16 protestledere.

### 24.september
Demonstranter havde ved afslutning af protesterne den 20. september på Sanum Luang-pladsen proklameret, at den næste demonstration skulle finde sted den 24. september ved parlamentsbygningen (et ny bygning ud til Chao Phraya-floden i Bangkok), hvor der sammen dag skulle behandles et forslag med seks ændringer til konstitutionen (grundloven), der blev vedtaget under det seneste militærdiktatur. Der var indsamlet over 100.000 legale underskrifter – mere end det dobbelte af, hvad der var nødvendigt – hvorfor forslaget skulle behandles i parlamentet (kan svare til det danske "Borgerforslag"). Parlamentet besluttede imidlertid med stemmerne 432 "for", 255 "imod" og 28, der undlod at stemme, at forslag til forfatningsændringer først skulle behandles af en 45-medlemmer stor komite, der havde brug for yderligere 30 dage til at diskutere med parlamentsmedlemmer og senatorer, før det kunne bringes til afstemning. Oppositionen boykottede komitéen og forlod parlamentet. De hundredvis af demokrati-demonstranter, der var forsamlet foran parlamentsbygningen, råbte i vrede, da de hørte om afstemningen. Efter afstemningen flygtede de af militæret udnævnte senatorer, hvoraf mange er generaler og militære embedsmænd, fra parlamentet gennem en bagudgang og videre med båd, for at undgå at møde vrede demonstranter. Demonstranterne bebudede en ny demonstration den 14. oktober.
Dagen efter, den 25. september, blev hashtaget #RepublicofThailand på engelsk brugt i flere end 820.000 tweets. Kongehuset kommenterede ikke og svarede ikke på anmodninger fra pressen om kommentar til protesterne, eller kravene til kongelig reform. Regeringens talsmand sagde, at man ikke var bekendt med hashtaget og nægtede at kommentere. Premierminister Prayuth Chan-o-cha kommenterede heller ikke hashtagget, men fortalte journalister, at national sikkerhed var altafgørende, og demonstranter ville blive retsforfulgt, hvis de overtrådte loven. Han sagde tillige, at det ikke var noget problem, at ændre forfatningen, men det var op til parlamentet at afgøre spørgsmålet.

## Protestledere vs. ultra-royalister
Fra at være demonstrationer med krav om en ny og mere demokratisk regering, synes protestlederne at have udnævnt sig til arvtager af Folkets Parti fra 1932-revolutionen, hvor enevældet ophørte. Det synes som om deres opgave er, at afslutte en ufærdig opgave, der blev efterladt af det oprindelige Folkets Parti, hvis medlemmer også synes at være protestledernes helte. Avisen Khaosod skrev i sin søndagsleder, den 27. september, at processen med at genbruge fortidens historie til nuværende kampe, inkluderer ofte udeladelser og redigering af ubelejlige, eller endog modstridende fakta. I dette tilfælde feltmarskal Phibun Songkhram (oversættes også som Plaek Pibulsongkram), kendt som Phibun (pibul), hvis autokratiske tendens i hans sidste år ved magten ofte udelades. Phibun tog sig diktatoriske beføjelser i 1938, nærmest i lighed med tidligere enevældige konger, indtil han blev afsat ved et militærkup i 1944. Hans slogan under WWII var: "Tro på lederen, og landet vil være uden for fare". Phibuns fotografi hang overalt, og hans slagord blev spredt via aviser, plakattavler og i radioen. Phibun gennemførte også den første klart politiske henrettelse i Siam – Thailands tidligere navn, Phibun ændrede det til Thailand i 1939 – i mere end et århundrede, hvor 18 personer, der var anklaget for at planlægge et statskup mod hans regime, blev skudt. Phibuns styre var hovedsageligt baseret på militærets fremtrædende rolle i samfundet, hvilket hindrede demokratisk socialpolitisk og økonomisk udvikling af landet.
På den anden side, i de nuværende politiske konflikter, er den nyetablerede ultra-royalistiske Thai Phakdee-gruppe, ledet af Warong Dechgitvigrom. Thai Phakdee betyder "Loyale thailændere", en henvisning til deres ærbødighed over for monarkiet. Thai Phakdee har ikke noget imod, at demonstranter vil afsætte regeringen eller udskælder ministre, men de tåler ikke anfægtelser af kongehuset, og de er på kollisionskurs med demonstranter, der kræver reformer af monarki-institutionen. For Thai Phakdee er thailandsk identitet uigenkaldeligt bundet til monarkiet, mere end til buddhismen og nationalisme. De føler sig trygge ved, at der findes en faderfigur for Thailand på toppen af de sociale lag, en orden de insisterer på at opretholde. Monarki er som tro, en religion for ultra-royalister, og da buddhismen ikke har nogen gud, passer monarkiet fint som religion.
Ifølge Brahman-doktrinen er Thailands konge en avatar af de tre mægtige guder: Brahma, Shiva og Vishnu.

## Demonstrationer i oktober 2020

### 14. oktober
Den 14. oktober var bebudet en ny protestdemonstration, der begyndte ved Demokratimonumentet (Democracy Monument), hvorfra demonstranterne klokken 14 gik ad Nakhon Sawang-gaden til den gamle regeringsbygning, Government House (dansk: Regeringshuset) ved kongepaladset, hvortil de ankom ved 18-tiden. Regeringshuset fungerer som premierministeren kontor. Her erklærede de, at de havde til hensigt at slå lejr uden for Regeringshuset i mindst tre dage, for at lægge pres på, at få premierminister Prayut Chan-o-cha til at træde tilbage, grundloven omskrevet og kongehuset reformeret. Undervejs til Regeringshuset havde en gruppe royalister, såkaldte Gultrøjer, også demonstreret, men det hele var forløbet roligt med kun mindre konfrontationer. Antallet af demonstranter ved Demokratimonumentet synes at skulle tælles i titusinder, mens demonstrationens arrangører selv mente, at der var 300.000. En talsmand for politiet sagde, at antallet af demonstranterne ved Regeringshuset kun udgjorde 8.000, andre observatører anslog antallet til at være mellem 10.000 og 20.000.
Demonstranterne havde valgt datoen 14. oktober, da det er årsdagen for masseopstanden i 1973 mod militærdiktaturet. Datoen faldt dels sammen med mindedagen 13. oktober for den i 2016 afdøde, populære kong Bhumibol, og dels med den buddhistisk religiøse højtid Lent ved afslutning af fasten, en periode, hvor kongehuset har en række vigtige ceremonielle pligter. Kong Vajiralongkorn var derfor vendt tilbage til Thailand med sit følge, fra sin lejede residens i Bayern, Tyskland. Hvor kongen tidligere på året kun havde været i Thailand på korte ophold (under 24 timer), var det denne gang planlagte ophold cirka tre uger. Mindst 14.000 politibetjente blev udkommanderet i Bangkok, for at kontrollere protesterne, der forventedes at nå et højdepunkt sent på eftermiddagen. Formålet var blandt andet at forhindre demonstranter i at nærme sig den strækning, hvor kong Vajiralongkorns bilkortege var planlagt til at passere. Ruten for kongens bilkorteger fra hans palads i Dusit-kvarteret til religiøse ceremonier ved Grand Palace – det gamle kongepalads og Wat Phra Kaew – ville gå igennem området med demonstrationer. Sidst på dagen passerede en kongelig bilkortege med dronning Suthida og prins Dipangkorn Rasmijoti (kongens yngste søn fra et tidligere ægteskab og mulig tronfølger) gennem demonstrationen, på vej til en ceremoni, hvor de skulle give kapper til munke i to templer, Wat Arun Ratchawararam og Wat Ratcha Orasaram. Politifolk dannede beskyttende kæde med arme låst med hinanden foran en skubbede skare af demonstranter, der hilste med trefinger-tegn (demonstranterne bruger tegnet fra Hunger Games) og råbte slagord.
Premierminister Chan-o-cha beordrede senere samme aften "streng juridisk handling uden undtagelse" mod demonstranter, der blokerede den kongelige bilkortege. Det var ifølge avisen Khaosod en trussel, der yderligere kunne øge spændingerne mellem demonstranter og det etablerede samfund. Politiets talsmand sagde, at demonstranterne brød lovene, ved at udgøre en trussel mod den offentlige orden, der påvirkede den kongelige kortege og derved fornærmede kongehuset. Talsmanden bad demonstranterne om at stoppe deres protest og gå hjem. Politiet gav demonstranterne en frist til kl. 22, som senere blev forlænget til midnat, til at opløse protesten fjerne sig fra Regeringshuset. Aktivistlederen, menneskerettighedsadvokat Arnon Nampha, annoncerede fra scenen, at protesten ville bevæge sig fra Regeringshuset til Ratchaprasong-krydset i Bangkoks indkøbskvarter klokken 16 næste dag (15. oktober), samme sted, hvor de såkaldte Rødskjorter (Thaksin Shinawatra-tilhængere) demonstrerede i 2010.

### 15. oktober
Tidligt om morgenen den 15. oktober indførte regeringen nødretstilstand og forbød forsamlinger på fem personer eller flere, samt offentliggørelse af nyheder eller onlinemeddelelser, der kunne skade den nationale sikkerhed. Sidstnævnte skulle forstås som meddelelser om den planlagte demonstration ved Ratchaprasong-krydset klokken 16 om eftermiddagen.
Klokken fire om morgenen begyndte politiet at rydde området ved Regeringshuset, med begrundelse om, at demonstranterne udgjorde trussel til den offentlige sikkerhed, samt forhindrede en kongelig kortege, der dog ifølge nyhedsmedier kom uannonceret gennem området med protester og fik lov at passere. Nogle demonstranter forsøgte at modstå politiets indsat i, at tvinge dem ud af området, men da adskillige tusinder fra aftenens protest allerede var taget hjem, blev de overmandet af den i antal større politistyrke (der var omkring 14.000 mand udkommanderet). Mindst 20 protestledere blev anholdt, blandt andre Arnon Nampa og Panusaya "Rung" Sithijirawattanakul, sidstnævnte på sit hotelværelse klokken 8 om morgenen. Nampa havde sent om aftenen annonceret, at der var "nye generationer" af ledere klar til at tage over og lede protesterne, dog uden at navngive nogen. En anden aktivist, Tattep “Ford” Ruangprapaikijseree, der ikke var anholdt, sagde telefonisk, at demonstrationen i Bangkoks shoppingdistrikt stadig vil fortsætte, og tilføjede, at han »betragtede staten som værende i erklæret krig mod folket,« samt spurgte, »hvis de vil anholde os, kan de så anholde 100.000 mennesker?«
Kong Vajiralongkorn og hans følge forlod Bangkok om formiddagen, for at tage ophold i fem dage på Phu Phan Rajanives-paladset i Sakon Nakhon, i det nordøstlige Thailand. Om eftermiddagen samledes i hundredvis af mennesker ved Ratchaprasong-vejkrydset, hvor Erawan-helligdommen og nogle af byens største shoppingscentre ligger, blandt andet CentralWorld. Det besluttede at lukke klokken 18, hvilket andre storcentre i området også gjorde. Hovedstadens politi anslog antallet af demonstranter til 13.500, hvoraf 70 procent er unge. Nyhedsmediet Khaosod tilføjede, at det virkelige antal angiveligt er højere, end politiets skøn. Om aftenen fordømte tusindvis af demonstranter ved Ratchaprasong kong Vajiralongkorn ved i kor at råbe "ไอ้เหี้ยโอ" (kan oversættes som "bastard O", egentlig er "ไอ้เหี้ย" et ord for Varanus salvator, asiatisk Water Monitor, en stor veran, der af thailændere betragtes som et beskidt dyr, da det lever af ådsler, hvilket kan sammenlignes med vesterlændinges anvendelse af ordet "svin", mens "โอ". "O", forstås synonymt med "10", altså kong "Rama 10", udtrykket "ไอ้เหี้ยโอ" kan sidestilles med det engelsksprogede udtryk "fuck you 10" eller "fuck off 10", på dansk "skrid Rama 10"). Demonstration havde ingen egentlig ledelse og opløstes ved 22-tiden, med lovning om at vende tilbage dagen efter klokken 17.
En domstol i Bangkok godkendte arrestordrer for to fremtrædende pro-demokratiske aktivister, Aekachai Hongkangwan og Bunkueanun “Francis” Paothong, for anklager om, at have brugt vold på Hendes Majestæt Dronningen. Begge blev anklaget i henhold til §110 og §112 i straffeloven, som forbyder enhver voldshandling mod dronningen eller hendes majestæts frihed. Hvis de fandtes skyldige, risikerede de fra 15 års fængsel og op til en livstidsdom. Aekachai Hongkangwan og fire andre aktivister blev imidlertid frifundet af Kriminalretten den 28. juni 2023. Retten fastslog blandt andet, at ifølge de beviser, der blev fremlagt under retssagen, havde de anklagede ikke begået de lovovertrædelsen, som politiet sigtede dem for, og at politiet ikke på forhånd havde underrettet demonstranterne om, at en kongelig kortege ville passere langs vejen.

#### Ekstern billed og video henvisning
Thailand’s government announces emergency decree to quell anti-government protesters as riot police clear Bangkok’s streets of demonstrators, Daily Mail-artikel med en lang række fotos fra protest demonstrationen og video af blandt andet bilkortegens passage med dronning Suthida.

#### Avisleder
Avisen Bangkok Post skrev blandt andet i en lederartikel, at selv om politiet næppe havde andet valg end at anholde lederne af protesterne, opnår myndighederne muligvis ikke det resultat, de ønsker, i betragtning af den deraf følgende stigning i spændinger. "Forsoning og enhed", som general Prayut Chan-o-cha udråbte, da han greb magten ved et militærkup i 2014, er ingen steder at se. Hvis udviklingen eskalerer til voldelig, kan regeringen ikke undslippe ansvaret, og tillige skal ethvert partis forsøg på at trække monarkiet ind i politik, uanset årsag, fordømmes. I princippet burde en sund, åben diskussion om monarkiet og nogle undertrykkende love, som lese-majeste-loven, være acceptabelt, men der er ikke plads til vulgaritet.

#### Spørgsmål om dronningens bilkortege
Tre senior politiofficerer blev suspenderet fra aktiv tjeneste til inaktive poster, inklusive officeren, der overvågede divisionen for menneskemasse-kontrol. Den officielle meddelelse nævnte ikke årsag, men politiets talsmand sagde, at trioen blev beskyldt for, ikke at have ryddet demonstranter fra Phitsanulok Road, vejen der går forbi Government House, før den kongelige bilkortege skulle igennem om eftermiddagen den 14. oktober. »Det gik ikke efter planerne,« forklarede han, »de havde måske glemt eller misforstået detaljerne i planerne.« På spørgsmål om, hvorfor den kongelige bilkortege ikke blev omdirigeret til en anden rute, nægtede talsmanden at svare. Avisen Khaosods engelske journalister på stedet bekræftede, at de ikke så nogen demonstranter, der stod i vejen for bilerne eller kastede noget mod køretøjerne, som var beskyttet af kæder af politibetjente, der berettigede til anholdelse af to aktivister, men der kunne høres råben af ukvemsord mod kortegen.
Hændelsen viste sig at være tilstrækkelig til, at premierminister Prayut Chan-o-cha erklærede nødret i Bangkoks metropol-område, med henvisning til hindring af en kongelige bilkortege. Bekendtgørelsen gav myndighederne mulighed for at forbyde offentlige sammenkomster, anholde enkeltpersoner uden dommerkendelse og censurere medierne. Demonstratorernes lejr ved Government House blev angrebet og ryddet af politiet, kort efter at nødret-dekretet var udstedt.
Timingen førte til, at nogle af protestlederne mistænkte en sammensværgelse. Aktivist og borgerrettighedsadvokat, Arnon Nampa, skrev på sin Facebook-profil, at "det var meningen at narre demonstranterne og skabe et billede af dem, som om de blokerede bilkortegen. Faktisk var det politiet, der førte kortegen mod os."

### 16. oktober
Politiet advarede om, at folk vil blive anholdt, hvis de deltog i demonstrationer, der var forbudt i henhold til nødretstilstanden, det vil sige forsamlinger på flere end fire personer, eller hvis de sender ulovlige beskeder online. Politiet lukkede Ratchaprasong-krydset og tilstødende gader klokken 14. Protestorganisationen "Free Youth" (dansk: Frie unge) meddelte, at de flyttede dagens protest til Phathumwan området ved Siam Paragon-shoppingcentret, men i nærheden af Ratchaprasong-krydset og CentralWorld, hvor gårdagens demonstration fandt sted. Shoppingcentre og BTS Skytrains højbanestationer lukkede klokken 16, forud for den annoncerede protest fra klokken 17.
De studerende demonstranter forsamledes i voldsom monsunregn længere nede ad Rama I-gaden i et andet stort vejkryds ved Phathumwan. Her fremførte de deres krav om, at premierminister Prayut Chan-o-cha skal forlade embedet, forfatningen ændres og monarkiet reformeres. Politiet havde tilsyneladende kontrol over vejkrydset, hvor demonstranter og tilskuere var centreret, og mange af dem trak sig tilbage ad en gade til det nærliggende Chulalongkorn Universitet, hvor nogle arrangører rådede dem til at søge husly, hvis de ikke skulle direkte hjem. Politiet brugte vandkanoner, til at spredte demonstranter, tilskuere og journalister. Journalister, der blev ramt af vandet sagde, at det forårsagede en stikkende fornemmelse og var farvet blå, for at markere demonstranter for mulig senere anholdelse. Vandet fra vandkanoner indeholdt også tåregas-kemikalier, der sårede demonstranter, hvoraf nogle var mindreårige. To unge mænd sagde, at de havde hørt politiet sige, at gummikugler ville blive brugt, hvis de ikke forlod stedet. Lederne ved Chulalongkorn-universitetet sagde, at hovedindgangen ville være åben for alle, der søgte ly i tilfælde af en nødsituation. Ved indgangen til det medicinske fakultet stod en lektor i porten og sagde, at universitetet ikke ville tillade politiet, at komme ind. En ung demonstrant råbte via megafon: »Vi trækker os tilbage. Som ledere har vi afvejet situationen. Mange mennesker er blevet såret. Vi ønsker ikke, at der skal være tab. Vi trækker os tilbage og kæmper med vores hjerner i stedet.«

Myndighederne blev efterfølgende kritiseret for deres indsat mod anti-regeringsdemonstranter ved Pathumwan-vejkrydset, da demonstrationen var fredelig. Politiet forsvarede sig med, at de fulgte internationale standarder for menneskemængde-kontrol, og at vand sprøjtet fra vandkanonerne ikke indeholdt farlige kemikalier. Politiets talsmand understregede, at man ikke ønskede at gøre noget, der kunne påvirke mennesker fysisk eller mentalt, men de var forpligtet til at udføre deres opgaver, da regeringen havde erklæret nødretstilstand i Bangkok. I alt syv mennesker kom til skade, heraf fire politifolk. Et stof, der forårsager irritation af øjne og hud, skulle efter sigende være blandet i vandet. Politiet benægtede at have brugt tåregas, men bekræftede, at vandet indeholdt et kemikalie, der kunne forårsage ubehag for huden, med det kunne vaskes af med vand. Imidlertid bekræftede en senior officer den 9. november, at der var tåregas i politiets vandkanoner.
Der blev udstedt arrestordrer for 12 førende demonstranter, for overtrædelse af den nye nødretdekret for Bangkok, som kabinettet formelt godkendte tidligere på dagen, besluttet til at vare i én måned fra 15. oktober. Premierminister Prayut Chan-o-cha sagde, at han ikke ville udelukke et udgangsforbud, hvis situationen forblev uafklaret. Myndighederne oplyste, at anholdte demonstranter blev sendt til Border Patrol Police Region 1 i Pathum Thani-provinsen, hvor nogle andre højt profilerede personer i bevægelsen allerede siges at være tilbageholdt. Ifølge thailandske menneskerettighedsadvokater var 51 protestledere blevet anholdt de seneste fire dage, blandt andre tilbageholdtes nogle nøglefigurer uden kautionsmulighed. Menneskerettighedsadvokaten Arnon Nampa, en af de mest åbenlyse blandt lederne, der blev anholdt om morgenen den 15. oktober, tilbageholdes uden kaution og er overflyttet til Chiang Mai.

#### Eksterne billedhenvisninger
- Water cannon used on protesters, Bangkok Post 9 fotos fra Pathumwan-krydset i Bangkok.
- Water cannons 'filled with irritant chemicals' are used to blast anti-royal protesters in Thailand as thousands gather to demand release of activists arrested for 'violence against the queen' Daily Mail, 26 fotos og video fra Pathumwan protester m.m.

#### Kemikalier i vandkanonernes vand
Den 21. november blev der offentliggjort en analyse af vandet fra politiets vandkanoner, foretaget af Kasetsart University. Vandet indeholdt, udover lilla farvestof, fem kemikalier, hvoraf de fire hørte kunne klassificeres som tåregas-kemikalie, mens det femte, dimethylsulfoxid, var et opløsningsmiddel (der opløst i vand optages let gennem huden og kan bringe andre stoffer med ind i kroppen). De fire tåregaskemikalier var 2-chlorbenzaldehyd, der kan brænde hud og beskadige øjne, 2-chlorbenzylalkohol (også kaldt Clomazon), der kan irritere hud, øjne og åndedrætsystem, 2-chlorbenzalmalononitril og o-chlorbenzylmalononitril, begge to sidstnævnte er almindeligt kendte som CS gas. Ifølge universitet var et enkelt af de fire tåregas-kemikalier nok til "massekontrol".

#### Avisleder
Avisen Khaosod skrev i sin lederartikel om hændelserne den 16. oktober, at premierminister Prayut Chan-o-cha, der kom magten ved et militærkup i 2014, med sit ensidige dekret om nødret, gav ham absolut magt uden tilsyn. Aftenens angreb på ubevæbnede demonstranter beviser, at "han er uegnet til at regere. Prayut har mistet enhver legitimitet, han måtte have haft. Han er nødt til at gå af, og han er nødt til at gøre det nu."

#### Analyse
Avisen Bangkok Post skrev i en analyse, at protesterne afspejler strukturelle konflikter i samfundet, mens bevægelsen forventes at svækkes nu, hvor flere protestledere er blevet aanholdt og indførsel af nødret, med reference til Yutthaporn Issarachai, en forsker i politik ved Sukhothai Thammathirat Open University. Uden ledere, vil protestbevægelsen blive mere og mere kastreret, et kritisk niveau, hvor demonstrationer risikerer at komme ud af kontrol. Premierminister Prayut Chan-o-cha forbliver i kontrol med nødret-dekretet, men På længere sigt, kan der dog sættes spørgsmålstegn ved legitimiteten af undtagelsestilstand, hvilket også kan motivere flere mennesker til at deltage i masseprotester. Forholdet mellem de nuværende ledere og hæren kunne føre til endnu et militærkup, med det ville blive et hårdt slag i forhold til udenlandsk tillid til landet. Situationen viser, at det thailandske samfund hænger fast i strukturelle konflikter, som er svære at løse, så længe forfatningen ikke anerkendes af alle interessenter.
En kilde fra det største oppositionsparti, Pheu Thai Party, afviste sandsynligheden for endnu et kup og sagde, at regeringen allerede har konsolideret sin magt. Chancerne for en opløsning af parlamentet, eller premierministerens fratræden, er lig nul. Regeringen forventes at forlænge processen med oplæg til ændring i forfatningen med yderligere to år, og på det tidspunkt ville dets embedsperiode være afsluttet, men fortsat med forfatningsmæssig magt til rådighed, til kunne vende tilbage efter et valg. Den bedste løsning vil være, hvis regeringen tager imod demonstranternes opfordring til forfatningsændringer, for at lette de voksende spændinger.
Phichai Ratnatilaka Na Bhuket, forsker i politis ved National Institute of Development Administration, sagde, at erklæringen om undtagelsestilstand var et signal om, at regeringen kan være klar til at bruge magt. Han advarede om, at et sådant skridt kunne antænde vrede blandt demonstranter og forværre situationen.

### 17. oktober
Det nyoprettede Khana Ratsadon 2563 (People's Party 2020, dansk: Folket Parti 2020), skiftede navn til Ratsadon (The People, dansk: Folket), annoncerede United Front of Thammasat og protestgruppen den 17. oktober på deres Facebook-side, hvor de tillige fordømte regeringen og hæren, for at have brugt vold mod fredelige demonstranter ved Pathumwan-krydset aftenen før, og lovede at afholde endnu en demonstration klokken 16. Protestaktivister meddelte derefter på sociale netværk – i særdeleshed Twitter under hashtag #ม็อบ17ตุลา og #whatishappeninginthailand – at demonstranter skulle gå til BTS Skytrains højbanestationer i Bangkok klokken 15 om eftermiddagen, hvor de via netværk, i sidste øjeblik, ville få besked på, hvor dagens protester skulle afholdes fra klokken 16 (så myndighederne ikke var forberedt).
De politiske spændinger medførte næsten 100 procent stigning i trafikken på sociale medier i Thailand i forhold til normale dage, alene 40 millioner indlæg den 15. oktober i forhold til normale 20-22 millioner, ifølge socialmedianalysefirmaet Wisesight. Især Twitter havde stor stigning, fra 21.875.000 den 13. oktober til 34.600.000 den 15. oktober, men også Facebook steg med over 30 procent fra 3.2839.000 til 4.280.000.
Bangkoks metro lukkede sin "Blå Linje" der kører gennem de centrale bydele, og højbanen lukkede sine stationer i centrum, men togene kørte stadig, blot uden at standse. Klokken 15 lukkedes imidlertid hele højbanesystemet på grund af de bebudede, protester, på et ukendt sted (det var lørdag, så en del kontorer holdt lukket). Ved 17-tiden afholdtes anti-regerings-protester tre forskellige steder i Bangkok: Lat Phrao-vejkrydset, Wongwian Yai, Udomsuk til Bangna-vejkrydset, samt mindre grupper ved BTS-stationen Asoke og Sam Yan Mitr bydelen. Den største gruppe demonstranter ved Lat Phrao blev anslået til 2.000 personer, sidst på eftermiddagen. Større grupper af demonstranter havde i fravær af massetransport fundet vej til fods, på motorcykel, med taxa og tuk-tuk, samt samkørsel i bil, nemt genkendelige på deres trefinger-hilsen undervejs.
Der var omkring 20.000 anti-regeringsdemonstranter om aftenen, spredt på tre forskellige steder. Politiet vurdere at 8.000 var forsamlet ved 8.000 ved Lat Phrao, 8.000 ved Wongwian Yai og 6.000 ved Udomsuk-Bang Na, demonstranterne mente antallet var højere. Politiet holdt stort set afstand, i modsætning til deres aggressive operation aftenen før. Alle massetransport togsystemerne, BTS Skytrain, MRT-metro, og Airport Rail Link, samt busruter, genoptog normal service fra klokken 20.30, da demonstranterne begyndte at tage hjem fra støjende, men ellers fredelige samlinger.

### Udenlandsk analyse
Redaktør og tidligere Reuters-korrespondent i Bangkok, Andrew MacGregor Marshall, der anvendes som Thailandsk-kongehusekspert af nyhedsmedier i Europa, USA og Australien, skriver blandt andet i sin analyse på sin Facebook-profil, at demonstranterne har smadret det tabu, der tidligere forhindrede åben debat om monarkiet. Det er en historisk udvikling, hvor monarkiet og militæret i årtier har kontrolleret Thailand og undermineret demokrati, beskyttet af et klima af frygt, hvor meget få mennesker turde fortælle sandheden, og dem der gjorde det, risikerede år i fængsel. De unge demonstranter har vist, at thailændere ikke længere er bange for, at fortælle sandheden. Demonstranterne har åbent opfordret til en længe forsinket reform af kongehuset. De har hånet kong Vajiralongkorn med vittige slagord og komiske crop tops (en kort trøje til overkroppen med bar mave). Antallet af thailændere, der åbent kritiserer monarkiet er blevet så stort, at det er umuligt for regimet, at anholde dem alle.
Regimet forsøgte også bevidst at fremprovokere et påskud for nødret, ved at sende en kongelig konvoj med dronning Suthida og prins Dipangkorn (kongens yngste søn) ind i en gruppe demonstranter den 14. oktober. To protestledere, Bunkeanun "Francis" Paothong og Ekkachai Hongkangwan, blev beskyldt for at have truet dronningen og risikerer livstid i fængsel, men videooptagelser af hændelsen viser, at de ikke gjorde noget for at bringe den kongelige kortege i fare. Efter denne bevidst provokerede hændelse, erklærede regimet nødret og censur pålagt alle thailandske medier. Dette var et tegn på desperation, der viser, at regimets ikke har genoprettet demokratiet efter kuppet i 2014.
Det thailandske monarki og militæret bliver nødt til at reformere. Kong Vajiralongkorn er 68 år gammel, og når han dør, er der ingen efterfølger, der kan opretholde monarkiets magt. Prins Dipangkorn har en udviklingsforstyrrelse og kan aldrig blive en selvsikker konge. Prinsesse Bajrakitiyabha (kongens første barn) vil kunne blive regent, men hun vil aldrig kunne føre et terrorregime som sin far. Kong Vajiralongkorn kæmper en krig, som det thailandske monarki vil tabe, desværre forstår han det ikke; ifølge Andrew MacGregor Marshalls analyse.

### Reaktioner på protesterne
Regeringens talsmand, Anucha Burapachaisri, sagde til Reuters, at »der er ingen sejr eller tab for nogen side, det hele skader landet.« Kongehuset kommenterede ikke protesterne, men kong Vajiralongkorn nævnte, at Thailand har brug for mennesker, der elsker landet og monarkiet.
Amnesty International kaldte handlingerne om fredagen for "uberettigede, og at de på ingen måde overholdt principperne om lovlighed, nødvendighed og proportionalitet, som de thailandske myndigheder hævder. Brugen af vandkanoner og irriterende stoffer udgør ikke kun en alvorlig risiko for skade, brugen af farvestoffet er tilfældig og kan medføre vilkårlig anholdelse af fredelige demonstranter, journalister eller blot lokale beboere, der blev mærket med farven." Amnesty opfordrede de thailandske myndigheder til at overholde deres internationale forpligtelser, og borgeres ret til fredelig forsamling, for at udtrykke synspunkter, uden at forværre spændingerne yderligere.
Regeringen blev fordømt fra alle samfundsgrupper, heriblandt en række fremtrædende personer, over den voldsomme indsats mod studenterledede protester fredag den 16. oktober. Blandt kendisser blev der postet både på Facebook og Twitter om, at premierminister Prayut Chan-ocha skulle træde tilbage, #ประยุทธ์ออกไป (Prayut, Resign), og opfordring til at bandlyse skuespillere, der støtter regeringen, #แบนดาราสลิ่ม (To ban those actors and actresses who support the government).
Økonom ved Chulalongkorn-universitet, Narong Petchprasert, sagde, at der udover de to grupper, som er uenige om monarkiets rolle – den ene ønsker at opretholde status quo og den anden ønsker reform – er en tredjepart, der sigter mod at udnytte konflikten mellem dem, for at vinde magt og rigdom. Petchprasert sagde, at »denne sidste gruppe er farlig for nationen, folket og kongehuset«.
Dr. Chaiyan Chaiyaporn, forsker i politik ved Chulalongkorn-universitetet, sagde, at parlamentet kan spille en rolle i løsningen af krisen, og at det i henhold til forfatningen er tilladt, at indkalde til en ekstraordinær samling, for at diskutere den politiske konflikt. Regeringens valg om at erklære undtagelsestilstand, for at afklare demonstrationerne, kunne slå tilbage mod regeringen, hvis foranstaltningen fejlede i at gendannede orden, og folks levebrød forsat blev forstyrret, hvis demonstranterne blokerede vigtige steder, herunder forretningscentre, svarende til protesterne i Hong Kong.
Dr. Piti Srisangnam, økonom ved Chulalongkorn-universitet, opfordrede regeringen til at frigive de protestledere, der var blevet tilbageholdt. Han sagde, at en protest uden en leder er farlig og kan føre til vold. Gruppen har brug for lederskab af hensyn til alle. Han opfordrede også demonstranterne til at undgå vold og tilføjede, at de bør være opmærksomme på, at der er en skjult dagsorden, der ønsker at bruge aktivister til personlig gevinst. Premierminister Prayut Chan-o-cha bør have en sit-down-samtale med demonstranterne og foretage udskiftning af de ministre, der anses for uacceptable af offentligheden. Opfordringen til reform af den kongelige institution bør derimod ikke føre til en forhastet diskussion.
Tidligere premierminister Yingluck Shinawatra opfordrede Prayut Chan-o-cha til at træde tilbage, og give plads til den omskrivningen af forfatningen, som anti-regeringsdemonstranterne kræver. Hun sagde, at da hun stod over for gadeprotester, besluttede hun at opløse Parlamentet og opfordre til et hurtigt valg, for at lade folket beslutte fremtiden.

### 18. oktober
Søndag den 18. oktober proklamerede protestaktivister via sociale medier at der skulle afholdes nye protester, og at folk skulle mødes på Bangkoks bybanestationer klokken 15. Trods politiet havde anholdt de højst profillerede protestlederne stoppede det ikke protesterne. Dels lånt fra Hong Kong-protestbogen og delvis egen løsning, modarbejdede hidtil ukendte demonstranter politiets indsats under hashtaget #everybodyisaleader på Facebook – "Gør dine megafoner klar, tag dit beskyttelsesudstyr på, for alle er leder" – de demonstrerede derved, den største offentlige støtte til forandring i årtier. Aktivisterne lærte også hinanden håndsignaler: "Fare", "Sikker", "Nogen er blevet arresteret", "Kan ikke høre", "Brug for vand" med flere. Manglen på lederskab på stedet havde dog forårsaget nogle akavede øjeblikke lørdag, da folk syntes usikre på, hvem der skulle tale. Protester i Thailand involverer traditionelt en række talere på en scene.
Klokken 14:30 lukkede både BTS Skytrain og MRT-metroen en del af stationerne i centrale bydele. Protestaktivisterne proklamerede under hashtaget #ม็อบ18ตุลา, at dagen protest skulle finde sted ved Victory Monument (dansk: Sejrsmonument) klokken 16, med yderligere en protest ved Asoke, et stort vejkryds ved sidevej nummer 21 på Sukhumvit-vejen Desuden afholdes protester 19 andre steder i Thailand, oplyste "United Front for Thammasat and Demonstration"-bevægelsen. Taktikken var samme som dagen før, hvor demonstranter mødes på togstationer og steder for protester først oplyses i sidste øjeblik, så myndighederne ikke er forberedt, men kun kan gætte på, hvor de faktiske demonstrationer vil foregå.
"Politiets trussel om at retsforfølge demonstranter, der bliver trodser nødret-dekretets forbud mod politisk sammenkomst, ser ud til at mislykkes spektakulært, da titusinder af mennesker deltager i anti-regeringsprotest ved Sejrsmonumentet i aften", skrev avisen Khaosod English i en online opdatering med fotos, klokken 19 på Facebook.
Mens protesterne forsatte over hele landet, nedtonede premierminister Prayut Chan-o-cha sin holdning mod demonstranterne. Regeringens talsmand, sagde søndag, at premierministeren anerkender retten til at protestere, men tilføjede, at demonstrationer skal afholdes i overensstemmelse med loven. »Regeringen er villig til at lytte til alles problemer og fortsætter med at løse problemer på alle områder«.
Premierministeren blev udsat for kritik, efter at politiet brugte voldelig taktik ved Pathumwan-vejkrydset fredag den 16. oktober ved at affyre vandkanoner mod fredelige demonstranter. Den voldelige indsats syntes at have givet energi til demonstranterne i både Bangkok og andre provinser. Med protestledere tilbageholdt af politiet, har demonstranterne skiftet til "lederløse" samlinger, hvor individuelle demonstranter taler til folkemængderne, hvilket blev tilfældet 20 steder udenfor hovedstaden. Ved Central Plaza WestGate i Bang Yai-distriktet i Nonthaburi-provinsen, sagde myndigheder, der forsøgte at håndhæve nødret-dekretet, at omkring 1.000 demonstranter var forsamlet.
Dagens protester ved Asoke og Sejrsmonument forløb fredeligt og blev afsluttet ved 20-tiden, hvor myndighederne også tillod både højbane og metro, at servicere alle stationer.
I løbet af weekenden blev der afholdt mindst 80 protest-demonstrationer i 54 af Thailands i alt 76 provinser.

### Censur og flere protester

#### Indførelse af censur
Myndighederne begyndte at indføre censur – i henhold til undtagelsestilstand, som der har været siden 26. marts i forbindelse med nedlukning grundet coronaviruspandemien, og nødret indført den 16. oktober – med et dekret lukning af fire nyhedsplatforme, Voice TV, Prachathai.com, The Reporters og The Standard, samt Facebooksiden for Free Youth-studenterbevægelsen. Ordren blev udstedt af regeringens Antiprotestcenter ifølge billeder af dokumentet, der blev delt online. Den pålagde National Broadcasting and Telecommunications Commission at undersøge de fire nyhedsmedier og "stoppe deres udsendelse, standse deres offentliggørelse, eller slette deres computerdata" i tilfælde af overtrædelser. De fire nyhedsmediers repræsentanter insisterede på, at de ikke havde brudt nogen love og ville fortsætte deres operationer. Alle medierne havde haft direkte dækning af protesterne, og både Voice TV og Prachatai var åbenlys sympatiske over for protestbevægelsen. Regeringen kaldte det "forvrænget information".
Mindst en kabel-tv-udbyder havde censureret internationale nyhedsudsendelser, når de indeholdt segmenter om de thailandske protester. Den udenlandske korrespondentklub i Thailand udtalte i en erklæring, at den var "dybt bekymret" over censurtruslen" og tilføjede, at den "får regeringen til at virke tunghændet og uden reaktion overfor kritik, hvilket kunne vække endnu mere offentlig vrede. Bona fide-journalister bør have lov til at rapportere om vigtige udviklinger, uden trussel om forbud, suspension, censur eller retsforfølgning."
Nødret-dekretet gjorde protester ulovlige, men tillige de, der promoverer protester på sociale medier, herunder ved at tage billeder og dele disse via medie-apps. På trods af dette, forblev protestrelaterede hashtags de mest anvendte på Twitter. Protestbevægelsen var dog begyndt at anvende et mindre kendt netværk, Telegram – en cloudbaseret krypteret, online-meddelelsestjeneste – til at koordinere deres kampagne og næste steder for samling til protest. Et lækket, hemmeligstemplet regeringsdokument viste imidlertid, at Internetudbydere i Thailand var blevet beordret til, at blokere for adgangen til Telegram. Det lykkedes dog ikke for den russiske regering at gennemføre en tilsvarende blokering af Telegram i 2018.

#### 19. oktober
Også mandag eftermiddag den 19. oktober blev der afholdt protester tre steder i Bangkok, ifølge indlæg på Free Youths Facebook-side klokken 15.40. Det var foran Bangkok Remand-fængslet, hvor aktivisternes ledere var tilbageholdt, i Kasetsart-vejkrydset og ved MRT-undergrundsstationen ud Sundhedsministeriet i Nonthaburi, en forstad i Bangkok. BTS Skytrain-højbanen lukkede, ligesom de tidlige dage, stationer i områderne med protestsamlinger. Den største skare, af hovedsagelig unge mennesker, var forsamlet ved Kasetsart-vejkrydset, demonstrationen spredtes fredeligt klokken 19.15. Der var tillige protester flere andre steder i landet. Op mod 70 procent af demonstranterne ved Kasetsart var unge kvinder, heriblandt gymnasieelever i karakteristiske skoleuniformer, hvid eller lyseblå skjortebluse, og mørkeblå eller sort kjole. Der var ingen leder af demonstrationen, alle kunne blive "leder" og på skift tale i en megafon.
Sent om eftermiddagen tilsidesatte Appelretten, Underrettens beslutning om afvisning af kaution, og tillod frigivelse af tre protestledere mod 200.000 baht (cirka 40.000 DKK) for hver, inklusive de to topledere Panusaya "Rung" Sithijirawattanakul og Parit “Penguin” Chiwarak. Appelretten frigav yderligere 18 aktivister mod kautioner på 20.000 baht til hver, på betingelser af, at de "ikke skaber uro eller overtræde nogen love igen".

#### 20. oktober
Stor set samtidig med, at protestaktiverne om formiddagen delte besked om, at mødes ved alle Skytrain- og Metrostationer i Bangkok klokken 17.50 med teksten: "Gør dig klar til en stor overraskelse", indkaldte Udenrigsministeriet til briefing af diplomater om "den politiske situation og nylige protester i Thailand" klokken 15. Ifølge premierminister Prayut Chan-o-cha "forbliver regeringen ikke inaktiv. Repræsentanter for både regeringskoalitionen og oppositionspartierne har besluttet, at der indkaldes til en ekstraordinær parlamentssamling, i et forsøg på at løse den igangværende politiske konflikt". Chan-o-cha understregede regeringens forpligtelse til at beskytte monarkiet og bekræftede, at "den ikke ville træffe nogen ekstra foranstaltninger, for at presse demonstranterne, så længe der ikke sker nogen lovovertrædelse, såsom slagsmål og ødelæggelse af offentlig eller private ejendom". Han opfordrede alle til, at "være ekstra forsigtige og forblive fredelige, så myndighederne undgår at bruge vold". Parlamentet blev indkaldt til den 26. og 27. oktober.
"Overraskelsen" tirsdag den 20. oktober, den syvende dag i træk med protester, var at demonstranterne mødtes på alle Bangkoks bybane-togstationer for at synge med på nationalhymnen klokken 18, samtidig viste de trefinger-symbolet. På alle thailandske stationer og i offentlige Tv- og radiostationer, afspilles nationalsangen hver dag klokken 6 morgen, og klokken 18 om aftenen. Det er kutyme, at man rejser sig op og vender ansigtet mod billedet af kongen, der findes næsten alle offentlige steder, inklusive togstationer – dog ikke på bybane-stationer – samt i mange private hjem, i sidstnævnte ofte som billeder af Rama V og nyligt afdøde kong Bhumibol (Rama IX).
Det ellers en "hviledag" for demonstranterne, hvilket arrangørerne publicerede via sociale medier. Små grupper af demonstranter havde dog samlet sig mindst fem steder i Bangkok-området og flere steder i provinserne. De to øverste protestledere, Panusaya “Rung” Sithijirawattanakul og Parit “Penguin” Chiwarak, der blev løsladt mod kaution, blev straks anholdt igen for andre anklager, sagde deres advokat, der ville søge løsladelse mod kaution, når de bringes for retten onsdag, 21. oktober.
Ministeriet for Digital Økonomi og Samfund meddelte tirsdag, at en domstol på regeringens befaling havde beordret Voice TV, der har været sympatisk med protestbevægelsen i sin dækning af aktuelle begivenheder, skulle standse sine udsendelser på alle platforme (både Tv og via Internet). Voice TV blev grundlagt af Panthongtae Shinawatra, søn af tidligere premierminister Thaksin Shinawatra, der blev afsat i et militærkup i 2006.
Oppositionspartiet, Pheu Thai Party, anmodede Borgerretten om at annullere premierminister Prayut Can-o-chas ordre om nødretstilstand og forsamlingsforbud i Bangkok, da dekretet "krænker borgernes rettigheder, begrænser mediefriheden og folks ret til at rejse".

#### 21. oktober
Protestledernene meddelte at Victoria Monument (dansk: Sejrsmonomentet) skulle være mødested klokken 16 for dagens demonstration. Klokken 17.30 begyndte demonstranterne at vandre mod Government House (dansk: Regringshuset), hvor premierminister Prayut Chan-ocha har kontor. Her kolliderede demonstranterne med politiet, brød igennem politilinjerne og nåede næsten frem til Government House, hvor de blev standset ved en bro, blokeret af køretøjer og vandkanoner (Bangkok har adskillige kanaler). Her fremsagde demonstranterne et tilbud om, at afslutte deres protester for bestandig, hvis premierminister Prayut Chan-o-cha indvilligede i, at frigive tilbageholdte aktivister og træde tilbage inden tre dage, ellers risikerede han, at stå over for en ny runde demonstrationer. Derefter spredtes demonstrationen fredeligt.
Om eftermiddagen ophævede Kriminalretten i Bangkok, regeringsordren om at lukke Tv-kanalen Voice TV, der sendte direkte dækning af protesterne. Beslutningen kom efter, at Voice TV-repræsentanter argumenterede over for retten, at nedlukningsordren overtrådte den forfatningsmæssige beskyttelse af mediefriheden. Retten afviste også regeringens anmodning om at blokere for tre andre online-nyhedstjenester – The Standard, The Reporters og Prachatai – samt en ordre om at lukke en Facebook-side, der drives af antiregeringsaktivister.
Om aftenen meddelte premierminister Prayut Chan-o-cha i en Tv-tale, at hans regering var parat til at tilbagetrække nødret-dekretet, der forbyder store sammenkomster i hovedstaden, hvis de tiltagende protester, der kræver hans afgang og reformer af monarkiet, forbliver fredelige. Han opfordrede demonstranterne til at bruge den ekstraordinære samling i parlamentet den følgende uge, til at udtrykke deres klager og sagde, at regeringen og aktivisterne "hver skulle gå et skridt tilbage" og "finde løsninger på problemerne". "Den eneste vej til varig retfærdig løsning, både for dem på gaden, såvel som de mange millioner, der vælger ikke at gå på gaden, er at diskutere og løse disse forskelle gennem den parlamentariske proces."

### Dage uden protester
Ved middagstid den 22. oktober blev det offentliggjort i statsavisen Royal Gazette (svarende til danske Statstidende), at Premierminister Prayut Chan-o-cha havde ophævet nødret-dekretet, udstedt natten mellem den 15. og 16. oktober for Bangkok, med virkning fra klokken 12. Begrundelsen var, "at den voldelige situation var afsluttet, og regeringsembedsmænd var i stand til at håndhæve relevante love for at løse problemer". Ophævelsen blev foretaget i fortsættelse af Chan-o-chas Tv-tale aftenen før, hvor han sagde: »Jeg vil tage det første skridt for at nedskalere situationen. Jeg er i øjeblikket ved at forberede ophævelse den alvorlige nødret i Bangkok og vil gøre det straks, hvis der ikke forekommer nogen voldelige hændelser,« med henvisning til protesterne foran Government House samme aften, den 21. oktober. Thailand er dog fortsat under undtagelsestilstand siden 26. marts, grundet coronaviruspandemien.
Ingen ny protester, da lederne havde sagt, at der ikke ville blive protester i tre dage, det ultimatum de aftenen før havde givet, til at frigive tilbageholdte aktiviteter og Chan-o-cha til at træde tilbage, mod til gengæld at stoppe protesterne.
Den 24. oktober – hvor der havde været forsamlet unge i protest foran det fængsel i Bangkok, hvor aktivister blev tilbageholdt – opfordrede Amnesty International den thailandske regering, til straks at ophæve alle sigtelser mod fredelige demonstranter og frigive de, der stadig var tilbageholdt. Mindst 84 mennesker var blevet sigtet siden den 13. oktober, starten på en bølge af næsten daglige massemøder, blandt de sigtede var to teenagere i alderen 16 og 17 år.
En meningsmåling viste, at 72,37 procent syntes, at regeringen straks skulle søge forhandlinger med demonstranterne og 61.69 procent mente, at der ikke skulle bruges vold mod dem. Endvidere ønskede 73.31 procent, at demonstranterne ikke bliver et redskab for nogen politiske grupper.

### Demonstranternes brug af informationsteknologi
Ifølge avisen Bangkok Post synes myndighedernes største problem at være, de teknisk kyndige unge protestledede, der udnytter informations- og kommunikationsteknologier, og sociale medieplatforme, som et vigtigt redskab i deres antiregeringskampagne. De kan mobilisere demonstranter på kort tid, på trods af at der ikke er nogen "synlige" protestledere, der kontrollerer dem.
En anden grupper, der hurtigt fandt ud af, at benytte protestaktivisternes kommunikationsplatforme – eller rettere følge disse – var gadekøkker og andre handlende. Få minutter efter et sted for en protest cirkulerede, var udbud af stegt kylling, kugler af fiskefars og grillede pølser på plads, parat til dages rykind, "kilometer foran pressen og aktivister – og lysår foran politiet". »Det er god forretning,« udtalte gadehandlere til avisen Khaosod English.

### Boykot af eksamensbevisceremonier
På grund af coronaviruspandemien blev overrækkelse af eksamensbeviser udskudt fra april måned til slutningen af oktober. Under hashtag #ไม่รับปริญญา eller #BoycottConferralCeremony blev de studerende opfordret til at boykotte overrækkelsesceremonien. Det er en tradition at kongen, eller andre kongelige, overrækker eksamensbeviset ved en større ceremoni, det koster en del penge at deltage i (de kongelige modtager et gebyr fra hver student). Omkring 9.600 studenter er berettiget til, at deltage i ceremonien den 30. og 31. oktober på Thammasat-universitetet, hvor dronningen og kongen overrækker eksamensbeviser, med ved den obligatoriske generalprøve to uger før, havde halvdelen af de studenterne meldt fra. Normalt melder 10 procent fra til den afsluttende ceremoni. Frafaldet skete efter regeringens indsats med vandkoner under protesten den 16. oktober. Det forventes, at frafaldet bliver på 60 procent, men det vides først, når man ser hvor mange der møder op til selve ceremonien. Det var en gruppe Thammasat-studerende, der kaldte sig "Folkets Kandidater", der startede kampagnen, en opfordring til fredelig civil ulydighed, til støtte for reformen af monarkiet. Ifølge Thammasat-universitetet havde omkring 51 procent af universitetets kandidater tilmeldt sig, til at modtage deres diplom fra kongen, hvilket var en lignende andel, som i de fleste år.

### 25. oktober
Da tilbageholdte aktivister ikke var blevet frigivet og premierminister Prayut Chan-o-cha ikke var trådt tilbage, samledes der atter tusinder til protestmøde den 25. oktober om eftermiddagen og aftenen ved Ratchaprasong-vejkrydset i Bangkoks indkøbskvarter. Et protestmøde har normalt en scene, hvorfra én person ad gangen taler til forsamlingen. Dette møde blev anderledes, med mindre grupper omkring flere talere, måske 9-10 i alt, sammenligneligt med Speakers' Corner i Hyde Park i London, skrev avisen Khaosod English i deres online rapportering, og tilføjede, at "hyde park på thailandsk betyder, at tale ved en politisk sammenkomst". Et mindre hold af royalister (kongehustilhængere), hvoraf flere var iført de karakteristiske gule trøjer, var forsamlet ved parlamentsbygningen, hvor de ville overnatte, for at forsvare den, i tilfælde af protest-demonstranter skulle omringe parlamentet.

### 26. oktober og 27. oktober
Den 26. oktober mødtes demonstranterne ved Samyan-vejkrydset klokken 17 og begyndte, at marchere mod Tysklands ambassade i Bangkok, hvor de ville aflevere et andragende til den tyske regering om, at undersøge om Thailands konge havde krænket tysk suverænitet, ved at udøve sin magt på tysk jord. Den tyske ambassade udsendte en erklæring om nødvendigheden af en fredelig forsamling af demonstranterne og beskyttelse af ambassadens ejendom, i henhold til Wienerkoventionen. Den tyske regering havde tidligere udtalt, at det var uacceptabelt, at føre Thailandsk politik fra Tyskland. Udenrigsminister Heiko Maas sagde samtidigt med protesten ved ambassaden, at man overvågede dette på lang sigt, og, at »det får øjeblikkelige konsekvenser, hvis der er ting, som vi vurderer at være ulovlige«. Også en gruppe royalister i gule trøjer demonstrerede foran den tyske ambassade og afleverede et brev til ambassadøren, underskrevet af gruppen People of Thailand (dansk: Det thailandske folk). Brevet udtrykte bekymring over forsøg på, at involvere Tyskland i den igangværende konflikt i Thailand. Tillige indeholdt brevet en passus om, at kongens "arbejdede i udlandet, var for at hjælpe riget under coronaviruspandemien".
Parlamentet mødtes til ekstraordinær samling for at diskutere krisesituationen. Oppositionsleder, Sompong Amornwiwat, åbnede samlingen med en opfordring til premierminister Prayut Chan-o-cha om, at træde tilbage, for at vise ansvar for misbrug af vandkanoner mod demonstranterne den 16. oktober, samt at udstede nødret-dekret, for at afslutte protesten ved Government House (Regeringshuset) den 14. oktober. Desuden skulle tilbageholdte demonstranter løslades, som en goodwill-gestus i forsøg på, at afslutte "dødvandet" og være åben, overfor de unge demonstrants krav om en ny forfatning. Senator Somchai Sawaengkarn opfordrede anti-regeringsdemonstranterne til, at kræve omfattende reformer af politikere, i stedet for omfattende reformer af monarkiet, idet han hævdede, at "politikere er de største syndere og er ansvarlige for alle de sygdomme, der har ramt Thailand, ikke monarkiet eller premierminister Prayut Chan-o-cha". Demokratpartiets leder, Jurin Laksanavisit, foreslog et nationalt forsoningsudvalg bestående af syv partier, for at løse den nuværende politiske konflikt, og opfordrede parlamentet til at fremskynde forfatningens ændringsproces. Han bekræftede partiets støtte til et demokratisk system med kongen som statsoverhoved, og Thailands tre søjler af national enhed, nemlig nationen, religionen og monarkiet.
Premierminister Prayut Chan-ocha sagde, at hvis han fratræder, vil hele regeringen automatisk fratræde i overensstemmelse med forfatningens afsnit 167, men han og hans regering forbliver som "fungerende", indtil parlamentet, med 50 procent flertal, vælger en ny premierminister blandt de tilgængelige kandidater. Hvis han vælger at opløse parlamentet, vil alle parlamentsmedlemmer miste deres parlamentariske status, og der udskrives et parlamentsvalg.
På andendagen i den ekstraordinære parlamentssamling sagde Chan-o-cha, at han nægtede at efterkomme forslag, der ikke repræsenterede flertallet af befolkningen, og at han ikke ville løbe væk fra problemer, eller efterlade ladet i krise. Det, der bekymrer ham mest, var Covid-19, hvor han ikke ønskede landet tilbage i en ny nedlukning, ligesom den i april. Chan-o-cha accepterede også at ændre forfatningen, hvilket var et af demonstranternes hovedkrav, men den nuværende skulle dog følges, indtil en ny forfatning blev skrevet og godkendt.
Parlamentet fremkom således ikke med nogen løsning. I stedet blev det foreslået, at der skulle oprettes et panel, der skulle skabe national forsoning. En række af både politiske iagttagere og oppositionspolitikere mente, at dialog var vejen frem. Selvom Chan-o-cha trådte tilbage – hvilket kunne være en mulighed i henhold til konstitutionens paragraf 272 – ville dannelsen af en ny regering blive kaotisk og undergravet af såvel personlige, som politiske interesser, og det ville heller ikke være garanti for, at protesterne ville stoppe, især fordi demonstranternes tredje krav om "reform af monarkiet", ikke blev afgjort.
Den 27. oktober samledes tillige en større gruppe kongehustilhængere, de såkaldte 'Gultrøjer i Lumpini-parken (en 57 hektar stor park midt i Bangkok), for at vise støtte til monarkiet.

## Kongens forhold til Tyskland
International lovgivning angående statsoverhoveder under ophold i udlandet siger, at under et officielt Statsbesøg i et fremmed land, er det forstået og lovligt, at et statsoverhoved muligvis skal træffe politiske beslutninger, der vedrører hjemlandet. På et privat, uofficielt besøg i et fremmed land, er det derimod ulovligt at regere sit hjemland fra udlandet. Dette er grunden til, at statsoverhoveder, præsidenter og premierministre har en stedfortræder, som får overdraget ansvaret for at regere, når de rejser på ferie i udlandet. Også den thailandske konge plejede at have en stedfortræder til dette formål, men kong Vajiralongkorn ændrede 2017-forfatningen (efter den havde været til folkeafstemning), og fjernede behovet for en stedfortrædende regent.
Den tyske avis Bild skrev, at udenlandske regeringschefer og monarker ikke har lov til at udføre officielle pligter på tysk jord, især hvis disse aktiviteter ikke er forenelige med tysk lovgivning. Avisen har set brevet, som de thailandske demonstranter afleverede den 26. oktober til tysklands ambassadør i Bangkok, Georg Schmidt, om en afslutning af kongens mulighed for "fjernstyring" af Thailand. Kong Vajiralongkorn har primært boet i Bayern siden 2007, fra mens han var kronprins. Ved hans fars, kong Bhumibols død, boede han sammen med sin partner, Suthida, i en villa, han havde købt i Tutzing am Starnberger See. Dette betød, at kongen havde residens i Tyskland og i princippet skulle betale 30 procent arveafgift til delstaten Bavaria, hvilket beløb sig til tre milliarder euro (cirka 22 milliarder DKK). Kongen var imidlertid ikke interesseret i at betale dette beløb i skat til Tyskland, så villaen blev hurtigt omdannet til en "thailandsk ambassade", ved at sætte et klistermærke med tilsvarende oplysninger ved dørklokken. Dette var tilstrækkeligt til, at befri kongen fra tysk skattepligt. Bild nævnte også, at avisen tidligere havde rapporteret om, at kongen angiveligt regelmæssigt fysisk mishandlede sine medarbejdere på det luksushotel, han i stedet opholder sig på i Garmisch-Partenkirchen, og at medarbejdere har optaget disse voldelige angreb på video. En medarbejder fortalte, at »kongen har problemer med tillid og lider af paranoia.«
Den tyske udenrigsminister, Heiko Maas sagde ved en pressekonference, i forbindelse med overrækkelsen af brevet til ambassaden i Bangkok: »Selvfølgelig holder jeg også øje med den thailandske konges aktiviteter i Tyskland. Hvis der er ting, som vi anser for ulovlige, får dette øjeblikkelige konsekvenser.« Vajiralongkorn var afrejst til Thailand den 12. oktober, med planlagt "hjemrejse til Tyskland" den 1. november, men Bild havde erfaret, at tilbageturen var blevet udskudt til 2021. Efter et møde i Forbundsdagens udenrigsudvalg mente regeringen, at "kongen har lov til at træffe lejlighedsvise beslutninger, så længe han ikke løbende regerer fra tysk jord". Regeringen var af den opfattelse, at det endnu ikke havde været tilfældet. Kongen har et visum, der giver ham mulighed for at blive i Tyskland i flere år som privatperson, og han nyder tillige diplomatisk immunitet som statsoverhoved.
Angående situationen i Thailand skrev Bild, at de fredelige protest-demonstranter blev mødt af kongehus-loyale moddemonstranter, der angiveligt modtager en betaling på 27 euro (cirka 200 DKK) om dagen, foruden et måltid og en gratis øl (det har været udbredt, at betale thailandske demonstranter med højere end en normal dagløn, mindstelønnen på omkring 325 baht modsvarer cirka 65 DKK om dagen). Endvidere citerede Bild, Thailands ekspert og menneskerettigheds-journalist, Andrew MacGregor Marshall: »Der er intet, der tyder på, at monarkiet og hæren vil acceptere opfordringerne til reform. Kong Vajiralongkorn demonstrerede åbent sin støtte til ultra-royalistiske grupper. Det thailandske regime mobiliserer tilsyneladende ultra-royalister med henblik på, at sætte konflikten i bero og skabe betingelser for et sammenbrud, eller et kup.«

## Første interview med kongen
Mediedækning af kongelige begivenheder er strengt reguleret af kongehuset. Fotografer må normalt kun fotografere fra udvalgte positioner, og de må ikke tage tage nærbilleder af monarken, dog må der fotograferes fra alle vinkler udenfor paladsområdet. Fotografer skal tillige bøje sig, når de kongelige familiemedlemmer passerer dem. Fotografer og Tv-kameramænd, der er til stede ved disse begivenheder, skal oftest forlods indtjekke deres udstyr. Thailandske nyhedskanaler bruger normalt feed fra Thailands Tv-pool, til at rapportere om kongelige nyheder og monarkiets aktiviteter. TV Pool blev grundlagt i 1968, for at give livedækning om vigtige begivenheder, der mest involverede den kongelige familie, regeringen og statslige agenturer, og alle Tv-stationer uploader og deles om materialet. Der er dog ingen lov om kongelig nyhedsreportage.
Tidligere forventedes det fra folk, der ønsker at hilse på hans majestæt kongen og kongelige familiemedlemmer, at de holdt hovedet nede og undlod at fotografere, når de kongelige gik forbi. I dag er forholdene mere afslappede (i en tid med smartphones), hvor almindelige mennesker tager billeder, når de hilser de kongelige. Kongehuset har også lempet dets regler, for at give mulighed for tættere kongelig interaktion med både medlemmer af offentligheden og medierne.
Søndag den 1. november havde tusindvis af kongehustilhængere – de fleste i gule trøjer, som er den kongelige farve – forsamlet sig ved Grand Palace, hvor kongen ifølge tradition skifter årtidsklæder på figuren Den Smaragdgrønne Buddha. Efter ceremonien i templet zig-zaggede kongen og dronningen, sammen med prinsesse Sirivannavari, gennem vejen med den forsamlede folkemængde. I forreste række blandt folkemængden var den britiske Channel 4-reporter, Jonathan Miller, og en kameramand, med et stort kamera, der normalt ikke ville være tilladt, men, ifølge nyhedsmediet Khaosods mangeårige fotograf, Seri Phuangsali, nok ikke var blevet blokeret i at komme så tæt på, fordi de var udlændinge. Noget sådant havde Khaosod-fotografen dog aldrig tidligere set, i de 29 år han havde dækket kongelige begivenheder. Den internationale presse var inviteret, til at være med blandt de kongelige tilhængere, selv om det normalt kun er kongehusets eget nyhedsteam, der har lov til at dække denne form for årlig kongelig ceremoni, især i Grand Palace. Det kunne tolkes som et tegn på, at kongen måske er opsat på at forbedre sit internationale image, efter masseprotesterne med en direkte udfordring af hans styre.
Ikke siden som kronprins i 1979, havde Vajoralongkorn udtalt sig til pressen. I det øjeblik kongen og hans følge nåede til stedet, hvor Miller og hans fotograf stod, lænede Miller sig frem og spontant spurgte kongen (på engelsk): »Disse mennesker elsker Dem, men hvad siger De til demonstranterne på gaden, der ønsker reform?« Vajiralongkorn svarede: »Ingen kommentarer,« hvorefter han tilføjede: »Vi elsker dem alle ens. Vi elsker dem alle ens. Vi elsker dem alle ens.« (Oversat fra engelsk: We love them all the same). Derefter spurgte Miller: »Er der plads til kompromis?« Vajiralongkorn svarede: »Thailand er kompromisens land« (Thailand is the land of compromise). Kongen, dronningen Suthida og prinsessen gik derefter over til den modsatte side, for at hilse tilhængere. Kongen og prinsessen havde en "intens og animeret diskussion om, hvad der lige var hændt." Derefter gik prinsessen tilbage til Miller og sagde: »Vi elsker thailandske mennesker, uanset hvad. Og dette land er fredeligt. Jeg elsker det. Jeg er meget lykkelig. Dette er den ægte kærlighed. Og du kan se det, ikke?«
Nogle netbrugere havde mistanke om, at samtalen mellem Miller og kongen måske var iscenesat, men Miller forklarede, at dette ikke var tilfældet. Miller og hans team var blevet inviteret af PR-afdelingen, til at deltage i arrangementet. Miller udtalte til avisen Khaosod: »Mit team og jeg havde til hensigt at prøve på at få et interview, men hvad der skete var helt spontant.«

## November

### Løsladelse af protestledere
De tilbageholdte protestledere, inklusive Panusaya "Rung" Sithijirawattankul og menneskerettighedsadvokat Arnon Nampa, var blevet løsladt og på ny straks tilbageholdt af politiet på nye anklager, ad flere omgange, men blev løsladt 2. november i overensstemmelse med internationale retsnormer på foranledning af Kontoret for retsvæsenet. Det var op til politiet, om protestlederne skulle retsforfølges. Politiet havde snesevis af anklager mod dem – de spændte fra ulovlig brug af højttaler til offentligt oprør – i forbindelse med adskillige protester.
Nampha talte ved sin løsladelse til en forsamling på omkring 100 personer udenfor Bangkoks Remand-fængsel, hvor han sagde, at bevægelsen ville afholde en stor demonstration foran Parlamentet, hvis et acceptabelt udkast til forfatningsændring, ikke godkendes ved næste samling, planlagt til midten af november. Han sagde tillige, at protestbevægelse fastholdt sine tre krav, og selvom den skulle går på kompromis med premierministerens fratræden og ændring af forfatningen, ville den fastholde det tredje krav om reform af monarkiet.

### #SavePornhub
Den 3. november forbød Ministeriet for digital økonomi og samfund (forkortet DES) webstedet Pornhub og 190 andre hjemmesider, der viste pornografi – en del af bestræbelserne på at begrænse adgangen til porno- og hasardspilwebsteder, som var ulovlige i henhold til lovgivning om cyberkriminalitet – hvilket medførte protest på sociale medier under hashtagget #SavePornhub, hvor ministeriet blev angrebet for at krænke folks ret til fri adgang til medierne. Nogle internetbrugere spurgte om forbuddet drejede sig om, at forsøge at beskytte den thailandske moral, eller fordi Pornhub indeholdt nogle kompromitterende kongelige billeder.
De kompromitterende billeder, der henvistes til, drejede sig om en lækket video fra 2007, hvor prinsesse Srirasmi Suwadee (kong Vajiralongkorns tredje hustru), der ifølge udenlandske medier var forhenværende barservitrice, gik topløs rundt, kun iført g-streng, til en privat fødselsdagsfest, mens hun spiste kage på gulvet sammen med den kongelige puddelhund Foo Foo, ved angiveligt prinsessens egen fødselsdag i 2001. Videoen skulle være lækket af en fraktion ved hoffet, der forsøgte at standse kronprins Vajiralongkorns mulighed for at blive konge. Videoen var tilgængelig på blandt andet Pornhub så sent som 3. november 2020, men fandtes også på andre videodelingstjenester, for eksempel Vimeo.
DES-minister Buddhipongse Punnakanta sagde, at blokering blev foretaget efter Rettens godkendelse, og tilføjede, at beslutningen ikke var relateret mod et klip med en fremtrædende thailandsk personlighed, der blev offentliggjort på hjemmesiden. Den studenterledede protestgruppe United Front of Thammasat and Demonstration (UFTD) opfordrede under hashtagget #พลังเงี่_น (engelsk: horny power, dansk: liderlig magt) til, at samles ved regeringskomplekset på Laksi Road i Bangkok, ved DES-ministeriet, da det drejede sig om censur. Protestgruppen opfordrede til, at føje blokering af Pornhub til protestbevægelsens tre kernekrav, premierministerens fratræden, konstitutionsændring og monarkireform. Ministeren forsvarede sin beslutning om at blokere adgangen til Pornhub og andre voksensider med, at pornografi krænker børns og kvinders rettigheder.

### 8. november, Folkets besked til kongen
I Danmark havde enhver undersåt tidligere ret til. at henvende sig personligt og direkte til kongen med sine ønsker og klagemål, når som helst denne viste sig offentligt. Sådan forholdt det sig også i Thailand. I et gammelt skrift fra Sukhothai-kongeriget (1238-1438), hed det: "Der hænger en klokke ved paladsporten. Hvis nogen almindelig i landet er uenig, og ønsker at gøre sin sag kendt for sin hersker og herre, er det let. Han går hen og slår på klokken, som kongen har hængt op. Kong Ramkhamhaeng, rigets hersker, hører klokken og kalder manden ind, udspørger ham, undersøger sagen og beslutter, hvad der er retfærdigt for ham, hvorefter folket roser kongen af Sukhothai." Søndag den 8. november gik tusindvis af thailændere til kongepaladset, Grand Palace i Bangkok, for at aflevere et brev til kong Vajiralongkorn.
| Folkets besked |
| Dette rige er et land af kompromis og kærlighed, ikke af grusom magt og brutal kraft. |
| --- |
| Fra de ubesmittede mennesker til kong Vajiralongkorn Med omhu, ikke grusomhed Med godt ønske, ikke had Med håb, ikke frygt |
| Det er en absolut sandhed, at alle mennesker både er elsket og afskyr. Blod og rødder bedømmer ikke, om en mand skal elskes eller hades. Kærlighed og tro kommer fra din egen handling. En almindelig mand kan have et valg, at være omgivet af dem, der elsker og har tillid til ham. Selvom det måske viser sig, at omkring ham er der fuldt af umoralske, inkompetente, eftergivende mennesker, er det stadig hans valg. En konge kan dog ikke gøre det, for han kan ikke vælge mellem kærlighed og had. Det betyder ikke noget, om folket elsker kongen eller ej, han skal elske dem alle ens. Hvis en konge kan tale med de mennesker, der elsker ham, skal han også tale med de mennesker, der ikke alle mener det samme. Når du hører al den smigrende ros fra folket, skal du også høre frygtløs kritik og forslag på samme måde. Når kongen virkelig værner om demokrati, vil alle mennesker finde lykke. |
| De tre krav fra folket er det største kompromis. Med kraft af lige menneskelig værdighed, "Folket" |
| Kilde: Oversat til dansk fra Folkets (Free Youth) engelske oversættelse fra thai. |

Teksten ...han skal elske dem alle ens (engelsk: he must love them all the same), henviser til kongens udtalelse den 1. november til britiske Channel 4-reporter, Jonathan Miller: »Vi elsker dem alle ens« (Oversat fra engelsk: We love them all the same), se det tidligere afsnit Første interview med kongen.
Folket – anslået til at være omkring 10.000 personer, hvoraf mange medbragte håndskrevne breve stilet til kongen – blev imidlertid mødt af urobetjente, barrikader og vandkanoner. En talsmand for politiet sagde til nyhedsmediet Khaosod, at man kun havde affyret vandkanonen "mod himlen" og ikke havde til hensigt at skade nogen. Royalister (kongehus tilhængere) var mødt op som moddemonstration, de mente, at ungdomsaktivisterne ønskede afskaffelse af monarkiet, hvilket de unge nægter.
Protestledere sagde senere, at myndighederne havde undskyldt, "ved et uheld" at sprøjte højtryksvand på folkemængden. De accepterede undskyldningen med et gran salt og bad politiet forklare deres tidligere opførsel (med vandkanoner den 16. oktober). Da demonstranterne blev blokeret i at at marchere frem til kongepaladsets kontor i Grand Palace, postede de i stedet deres breve i fire store plastik-postkasser, som de havde medbragt til formålet, hvorefter demonstrationen spredtes klokken 21. Politiet bragte postkasserne til politistationen.

### 17. & 18. november, protest ved parlamentet
Tirsdag den 17. november skulle parlamentet i to dage diskutere syv forslag til ændring af forfatningen, dels fremsat af regeringen og dels af oppositionen, samt et forslag fra borgergruppen Internet Law Reform Dialogue (dansk: Lovreformdialog på Internettet), forkortet iLaw (kan svare til det danske "Borgerforslag", der var indsamlet 100.000 underskrifter, hvoraf kun 50.000 var nødvendig). Demonstranterne havde forlods bebudet, at de ville vente foran parlamentsbygningen og eventuelt overnatte, for at følge parlamentets afstemning om de foreslåede grundlovsændringer. Adgangsvejen til parlamentsbygningen, der ligger ved Chao Phraya-floden i Bangkok – parlamentsmedlemmer har tillige adgang med båd – var blevet forskanset af beton-barrikader og den barberblad-skarpe type pigtråd, kaldt NATO-hegn. Da en mindre fremskudt gruppe demonstranter, iført hjelme og andet beskyttelsesudstyr forsøgte at krydse barrikaderne omkring klokken 14.30, hvor de smed røgbomber og poser med maling mod rækker af urobetjente på den anden side, affyrede politiet vandkanonerne. Først to gange med vand, og da det dette ikke standsede demonstranterne, yderligere to gange med vand iblandet tåregaskemikalier.
Tusinder af demonstranter var forsamlet forskellige steder omkring parlamentskomplekset, og antallet voksede ud om aftenen. Protest-demonstranterne rykkede frem mod politiet med interimistiske skjolde, herunder oppustelige badedyr-ænder, der egentligt var tænk som gummibåde, til at sejle ad floden til parlamentsbygningen, men endte med at blive brugt som skjolde mod politiets vandkanoner. Efter cirka seks timer trak politiet sig tilbage og opgav deres vandkanonvogne, som demonstranterne kaprede og oversprøjtede med graffiti. »Jeg meddeler hermed optrapning af protesterne, vi vil ikke give efter, og der vil ikke blive noget kompromis«, proklamerede protestleder Parit "Penguin" Chiwarak til den forsamlede skare foran parlamentets port, før demonstranter spredte sig. En ny protest blev aftalt til at finde sted i det centrale Bangkok dagen efter. Politiet kunne efterfølgende konstatere, at fire vandkanonbiler, to vandtankbiler, to fængselsbiler, tre busser, 13 varevogne, tre pickup-biler og tre multifunktionelle køretøjer var blevet beskadiget af demonstranterne, i særdeleshed de højteknologiske vandkanonbiler.
Mindst 55 mennesker blev såret i den mest voldelige konfrontation siden den ungdomsledede protestbevægelse opstod i juli. Ambulancer færgede de sårede til hospitalet, Erawan Medical Center, der sagde, at 32 personer led som følge af tåregas, og seks personer havde skudsår. Politiet benægte at have skudt, og nægtede også at have anvendt gummikugler. Der havde imidlertid tillige være konfrontationer mellem studenterprotestbevægelsen og de regerings- og kongehusvenlige såkaldte Gultrøjer. Mens protestdemonstranterne var blevet blokeret adgang med pigtråd, barrikader og vandkanoner, fik Gultrøje-demonstranter lov til at passere helt op til parlamentsbygningen, hvor de kunne aflevere en skrivelse. Da Gultrøjerne efterfølgende angreb protestgruppen, foretog politiet sig ingenting. Om aftenen anholdt politiet en Gultrøjeaktivist, der havde medbragt en skarpladt pistol, som han påstod var til selvforsvar. Han blev anklaget "for ulovlig besiddelse af skydevåben og ammunition, samt bære dem offentligt uden gyldig grund".
Hashtag #ม็อบ17พฤศจิกา (dansk: # Mob17.nov.) blev det mest tweetede i verden den 17. november, med 1,3 millioner tweets.
Dagen efter, den 18. november skulle parlamentet stemme om forslag til ændring af forfatningen. Kun to forslag – et fra regeringen, og et fra oppositionen, fik stemmer nok til at fortsætte efter første høring med henholdsvis 647 stemmer og 576 stemmer. iLaw-forslaget – der indeholdt protestgruppernes krav – kom ikke med, da det kun fik 212 stemmer, mens 138 stemte imod, og 369 undlod at stemme. Der behøvedes 376 stemmer, ud af i alt 750 mulige, hvoraf de 82 stemmer skulle være fra senatorer. Kun tre ud af 250 senatorer stemte for iLaw-forslaget. Der har været kritik over, at senatorer ikke var folkevalgte, med udpeget af militæret, iLaw-forslaget inkluderede en ændring af dette. Protestdemonstranter mødtes ved Ratchaprasong-vejkrydset i Bangkoks centrum sidst på eftermiddagen, politiets hovedkvarter ligger ud til vejkrydset. Aktionen forløb fredeligt og endte omkring klokken 20.30 med, at demonstranterne sprøjtede vand ind i politihovedkvarteret og maling på områdets hegn, samt graffiti på muren med politiets navneskilt.

### Skoleprotester
Skoleprotestgruppen Bad Student foretog i weekenden 20.-21. november demonstrationer under titlen "Bye Bye Dinosaurs" (dansk: farvel dinosaurer), hvor de symboliserede dinosaurer-udslettelsen ved asteroidenedslaget for 65,5 millioner år siden. Dinosaurer symboliserer det, i de studerens opfattelse, forældede thailandske både skolesystem og politiske ledelse, symbolsk forevist af en gruppe elever i dinosaurer-kostumer og store plastikbolde, bemalet som meteoritter, der blev kastet på dem.
Gymnasie-teenagelederne sagde, at deres tema, havde til formål at "eskalere den politiske kamp fra mere end blot at målrette undervisningsministeriet, til det nuværende udemokratiske politiske system, herunder opfordring til reform af monarkiet". Dinosaurer repræsenterede værdisættet i den thailandske autoritære kultur, mens meteoritter repræsenterede demokratiske værdier, der omfavner frihed, lighed og broderskab. De studerende klagede også over forældede regler i skoler, som kilden til krænkelse af menneskerettighederne og seksuel chikane af studerende. De opfordrede til afslutning af obligatoriske korthårede skolefrisurer og skoleuniformer, samt anerkendelse af LGBT-rettigheder.
Repræsentanter fra erhvervsskoler talte også fra scenen, hvor de beskyldte politiet for at lade ultra-royalister angribe pro-demokratiske demonstranter under en demonstration den 17. november, for at retfærdiggøre opløsning af pro-demokratiske grupper. Nogle erhvervsskolestuderende, der havde fungeret som sikkerhedsvagter den dag, blev ramt af skud (seks personer blev hospitalsbehandlet for skudsår).

### Skoleuniformer
Skoleuniformer blev indført i kong Rama Vs regeringstid (1868-1910), hvor fundamentet blev lagt til Thailands uddannelsessystem. Dengang fik kun drenge lov til at gå i skole, og deres uniform var en hvid traditionel kravefri skjorte og knælange shorts, samt en stråhat eller tørklæde i deres skoles farver. Senere blev skjortefarven skiftet til grå for lettere vedligeholdelse. Fra 1913 fik piger også lov til skolegang. Deres uniform var en traditionel lang nederdel i en solid farve. Efter 1932-revolutionen fik de studerende tillige militær træning fra klassetrin Mathayom 2, svarende til 8. klasse, og måtte derfor bære khaki-farvet uniform og en hat med emblemet: "Vi elsker vores nation mere end vores liv". De nuværende skoleuniformer stammer fra afslutningen af WWII.
Skoleuniformsregler er altid blevet håndhævet strengt. Med virkning siden 2008 bestemte paragraf 5 i School Uniform Act, at manglende brug af skoleuniform kan resultere i disciplinære handlinger. Undervisningsministeriet udstedte også en beskrivelse, der specificerede, hvad de studerende skal bære af tøj. Derfor var mange chokerede, da adskillige elever, som protest foranledigeret af protestgruppen Bad Students, begyndte det ny skolehalvår den 1. december (Thailands skoleår løber fra begyndelsen af maj til midten af marts), med at møde i skole i deres eget tøj, i stedet for uniform. Enkelte skoler nægtede at lukke elever ind, der ikke bar uniform. Undervisningsministeren truede Bad Students med sagsanlæg, under Thailands strenge lov om ærekrænkelse, for at offentliggøre navn på de skoler, der nægtede at lukke elever ind, uden de bar skoleuniform.

### Lèse-majesté og flere protester

#### Anklager om majestætsfornærmelse
Syv protestledere – inklusive Arnon Nampa, Panusaya "Rung" Sithijirawattankul og Parit "Penguin" Chiwarak – blev den 24. november indkaldt til afhøring i forbindelse kan overtrædelse af Thailands strenge lèse-majesté-lovgivning, hvor overtrædelse med medføre op til 15 års fængsel. Indkaldelserne kom dagen før en planlagt demonstration ved Crown Property Bureau, der forvalter kongehusets formue, demonstration var imidlertid flyttet til foran hovedkontoret for landets ældste bank, Siam Commercial Bank (SCB), som kongen er storaktioner i, med ejerskab af 23 procent af aktierne. Premierminister Prayut Chan-ocha havde tidligere oplyst, af kongen havde bedt myndighederne om ikke at anvende straffelovens §112, majestætsfornærmelsesparagraffen, som "forbyder at beskylde, fornærme eller true den nuværende konge, dronning, arving, tilsyneladende eller regent". Efter eskalering af protesterne ved parlamentet, udtalte Chan-o-cha, at alle midler ville blive taget i brug, til at standse demonstrationerne. Politiets generalmajor sagde, at et "ekspertpanel" drøftede anklagerne og godkendte deres anvendelse mod de i alt 12 mistænkte. De var alle involveret i kampagner, hvor de opfordrede til reform af monarkiet. Selvom demonstranterne insisterer, at de ikke forsøger at vælte den kongelige familie, fordømmer mange politikere og kongehustilhængere dem, som forklædte republikanere.
Protestlederne fik lov at gå igen efter afhøring den 30. november, en af dem udtalte til medierne: »Monarkiet skal være indforstået i kontrol og kritik. Lord Buddha havde ikke brug for en sådan lov, og alligevel respekterer folk ham stadig, den dag i dag.«

#### Barrikade af skibscontainere
Trods det var proklameret, at den varslede protest ved Crown Property Bureau den 25. november var flyttet til SCB-hovedkontoret, blev myndighederne ved med, at barrikadere området, til stor gene for Bangkoks morgenmyldretid. Hvor man tidlige havde anvendt busser, blev der denne gang benyttet skibscontainere i to lags højde, tilsyneladende hovedsageligt fra MAERSK, foruden NATO-pigtråd. At skifte proteststeder i sidste øjeblik for at narre politiet, til at koncentrere sig om at barrikadere ikke-anvendte områder, var blevet en populær teknik blandt protestlederne. Ifølge A.P. Møller - Mærsk var der tale om gamle frasolgte containere.
MAERSK skrev et opslag på Facebook, her oversat til dansk:
"Vi har set fra billeder på sociale medier, at Maersk-brandede containere blev brugt som barrikader i nylige urolige begivenheder i Thailand.
Disse containere ejes ikke af Maersk, men blev solgt på det åbne marked til en tredjepart uden at vi vidste den tilsigtede anvendelse.
Vi anerkender, at vores brugte videresalgsprocesser ikke er fuldt ud opfyldt, og vi vil overveje yderligere foranstaltninger til fremtidigt salg."
Avisen Khaosod viste senere billeder af MAERSK-containere, der blev overmalet, og skrev, at det var for at forhindre yderligere problemer. "Den udenlandske ejer ville ikke have sine containere sat i forbindelse med at støtte en diktator, da man kunne miste corporate image (virksomhedsomdømme)".

#### Protest ved bankhovedsæde
Protesten den 25. november, hvor tusindvis af demonstranter forsamledes foran Siam Commercial Banks (SCB) hovedsæde i Bangkok var rettet mod kongens formue. Kong Vajiralongkorns rigdom var blevet nøglefokus for demonstranterne, på grund af de juridiske ændringer efter tronskiftet i 2016, der gav kongen beføjelse til at sætte sit navn på aktiverne i Crown Property Bureau, som omfatter en beholdning af primære ejendomme i Bangkok og aktier i større børsnoterede virksomheder, herunder SCB. En af protestgrupperne, Free Youth, skrev på Twitter, at demonstrationen blev afholdt for at "genvinde de aktiver, der skulle tilhøre folket og nationen". Kongens formue anslås til omkring 100 milliarder USD, cirka 600 milliarder DKK, for uddybende se Vajiralongkorn-artiklen under afsnittet Formue.
Da protesten opløstes blev der omkring klokken 22 smidt eksplosiver, muligvis et kanonslag, og affyret tre-fire skud. Ved demonstrationen foran parlamentet den 17. november var seks personer blevet ramt af skud, angiveligt affyret af kongehustilhængere. Politiet mente, at det var to grupper af studerende, der fungerede som sikkerhedsvagter, der havde et udestående. Den ene gruppe havde først smidt en ping-pong bombe, hvorefter den anden gruppe havde skudt. To personer blev bragt til behandling på intensiv afdeling. De studerendes vagtgrupper nægtede at have en konflikt, den havde de bilagt, hvorimod overvågningskameraer viste gerningsmanden, der forlod stedet, og han havde ikke det armbånd på, som alle sikkerhedsvagter skulle bære.

#### Protester flytter til Bangkoks forstæder
Omkring 5000 deltog i en picnic-lignende demonstrationen fredag den 27. november ved Lat Phrao-vejkrydset i det nordlige Bangkok, for at nyde mad, hovedsagelig populære retter fra Isaan, det nordøstlige Thailand. Protestledere betegnede begivenheden som "en øvelsesprotest mod kup". Selvom den ny hærchef, general Narongphan Jitkaewtae havde afvist spekulationer om et kup, som middel til at afslutte den politiske konflikt, mente protestgruppen People’s Movement, at historien havde bevist, at alt kunne ske. Parade af oppustelige gule badeænder var blevet et symbol på bevægelsen, men ofte tillige flankeret af store oppustelige julemænd og grønne aliens.
Det var et tilfælde, at gule badeænder blev symbol for protestbevægelsen. Da politiet angreb med vandkanoner med tåregas, beskyttede demonstranterne sig bag store oppustelige ænder. Det blev i nyhedsmedierne et PR-symbol på fredelige demonstranter med "søde ænder". I løbet af få dage blev gule ænder et fast tema blandt gadehandlerne med plastiksouvenirs og hatte og tøfler. Ved protesten foran parlamentet medbragte demonstranter store gule badeænder, som de ville puste op og flyde på langs floden, for at komme tættere på det afspærrede bygningskompleks. Det er ikke første gang gigantiske gule badeænder er anvendt ved protester, de er tidligere brugt både i Hong Kong i 2013 og Brasilien i 2016.
Søndag den 29. november mødte protestdemonstranterne op med deres gule badeænder foran 11. Infanteriregiments hovedkvarter, den ene af to hærenheder kongen havde overtaget til direkte kontrol. Politiet havde barrikaderet militærområdet med udrangerede busser og NATO-pigtråd. Demonstranterne blev udenfor afspærringerne, hvor protestleder Parit "Penguin" Chiwarak sagde: »Vi er endelig nået til det 11. Infanteriregiment. Enheden skal stå sammen med demonstranterne for at beskytte folket.« Demonstranterne beskyldte kongen for, at udvide sine kongelige beføjelse på alle mulige måder, inklusive militæret, og kaldte premierminister, Prayut Chan-o-cha, for "kongens marionet". Kopier af erklæringen blev foldet som papirfly og fløjet i retning af politiet, der stod vagt uden for kasernen. Foran afspærringerne stænkedes derefter rød maling på jorden, som symbolsk henvisning til den fatale nedkæmpning af Rødtrøje-demonstranter i 2010.

## Protesterne ebber ud og afsluttes for 2020
En af de sidste protester i 2020 blev afholdt ved Lat Phrao-vejkrydset den 2. december i forbindelse med afslutningen at et søgsmål mod premierminister, forhenværende general Prayut Chan-o-cha over, at han havde kunnet beholde en embedsbolig indenfor et militærområde, selv om han var blevet pensioneret fra tjeneste. Konstitutionsretten faldt, at det kunne Chan-o-cha godt.
Flere af protestlederne var blevet anklaget efter straffelovens paragraf 112, den såkaldte lese-majeste-paragraf og afholdt en sidste demonstration den 11. december, hvor de opfordrede til at afskaffe majestætsfornærmelsesparagraffen. Demonstrationen, der blev årets sidste og afsluttes med Panusaya "Rung" Sithijirawattankuls udtalelse: »Vi hæver demonstrationsniveauet næste år.« I begyndelsen af januar 2021 var i alt 42 personer blevet anklaget, inklusive to mindreårige.
»Dette år har kun været et ouverture,« udtalte Arnon Nampa ifølge Reuters. Regeringens talsmand, Anucha Burapachaisri, fortalte, at demonstranterne kan mødes igen næste år, hvis de er fredelige, »vi tror stadig på, at man kan mødes og finde en løsning, selv om man er uenige.« Kongen understregede kærlighed til nationen, da han talte med hundreder af gymnasieelever i en lejr for kongelige frivillige i løbet af weekenden 12.-13. december. »Alle elsker deres hjem. Ingen ønsker at se det ødelagt. Ingen ønsker at se røvere eller deres hjem røvet. Så vi skal beskytte vores nation, vores hjem,« blev kongen citeret af nyhedsmediet Matichon Online.

## Domstolsafgørelse i 2021
Thailands forfatningsdomstol afgjorde den 10. november 2021, som svar på en klage fra en royalistisk (kongehustilhænger) advokat, at tre pro-demokratiske aktivister – Panusaya "Rung" Sithijirawattanakul, Arnon Nampha og Panupong "Mike” Jadnok" – der opfordrede til reform af monarkiet, forsøgte at vælte nationens regeringssystem med kongen som statsoverhoved. Afgørelsen forbød enhver lignende aktivitet i fremtiden. Flere end 150 aktivister var blevet anklaget for majestætsfornærmelse i de forudgående to år.